# ロボット
ロボット（フランス語: robot, 英: robot(英語版)）は生き物のように複雑な動作ができる機械のことである。
また、やや侮蔑的な用法として、「機械的」な人、自分で判断をしないように見える人、あるいは普通の感覚や感情を欠いている人、他者の意のままに動く人のことを指すこともある。

## 語源
この言葉が初めて用いられたのは、1920年にチェコスロバキア（当時）の小説家カレル・チャペックが発表した戯曲『R.U.R.（ロッサム万能ロボット商会）』においてであるが、この作品のロボットは人間とは異なる組成の肉体と人間そっくりの外見を持つものを、化学的合成で原形質を使って製作したものであった。現在のSFで言うバイオノイド（人工生命体）である。
チェコ語で強制労働（もともとは古代教会スラブ語での「隷属」の意）を意味するrobota（ロボッタ）と、スロバキア語で労働者を意味するrobotnik（ロボトニーク）から創られた造語である。
日本では同作品の翻訳本が1923年に出版された（宇賀伊津緒訳、春秋社）が、翻訳者の宇賀はrobotを「人造人間」と訳し、タイトルも『人造人間』とした。原典のままカタカナ表記した「ロボット」が普及したのは、第二次世界大戦以降であった。

### 語義の多様化
起源とされる上記作品においては「ロボット」は「人の代わりに作業（労働）をさせることを目的に」、「人（の姿と自律行動）を模して」作られたものであるとされ、同作品が広範囲に流布したことにより当初はその意味で使われたが、その後次第に、各分野においてやや違う意味でも使われるようになった。
ヨーロッパでは1930年代中頃から『自動化』という意味で、高度に自動化されていれば人の形をしていないものでもロボットと呼ぶようになった。ドイツのカメラメーカーであるオットー・ベルニングは1934年に発売したモータードライブ内蔵カメラを『ROBOT』と命名した。

## 定義

### ロボットの定義
2006年（平成18年）のロボット政策研究会報告書では「センサ、知能・制御系、駆動系の3つの要素技術を有する、知能化した機械システム」と定義された。これは、国立研究開発法人新エネルギー・産業技術総合開発機構（NEDO）の「NEDOロボット白書2014」（2014年3月）でも同様である。

### 産業用ロボットとサービスロボット
工業分野では明確に定義が定められている。
たとえばJISの「JIS B 0134」（1998年）では「産業用ロボット」の定義を「自動制御によるマニピュレーション機能又は移動機能をもち，各種の作業をプログラムによって実行できる，産業に使用される機械」とした。同じく2015年版の改訂を経て、2024年10月に改正された。

### 協働ロボットの定義
前節で示した3つ目の「協働ロボット」という新区分が加わった今回の改訂は、ロボットの用途が多様化し、伝統的な「産業用 vs サービス用」の二分法（特殊環境用を加えれば三分法）だけでは十分でないことを示唆している。
1. 日本の行政では、長年にわたりロボットを「産業用ロボット」（製造業）と「サービスロボット」（その他）に分類してきた。この分類は、特許庁[16]や総務省[11]の報告書で確認できる。（歴史的経緯）
2. 産業用ロボットの普及が進みつつあった1980年代、次にロボットが進出するべき分野として、原子力発電所、海洋（深海底）、宇宙での使用を目的とした「極限作業ロボット」の開発を目指す「極限作業ロボットプロジェクト」（1983年度～1992年度）を推進。
3. 技術の進展により、これまで工場などある程度管理された空間に設置、使用されていた産業用ロボットが、建設業（溶接ロボット、塗装ロボット）や農業（搬送ロボット）などの分野でも使用されるようになり、さらに加わった「家庭用ロボット」という新しいカテゴリの存在は、ロボットの用途が多様化し、伝統的な分類では不十分となったこと[注釈 6]を示唆。（近年の動向）
4. 2024年10月に発行された「JIS B 0134:2024」[15][注釈 5]は、サービスロボット（一般家庭や商業施設に言及）や協働ロボット（新区分）に関する定義や用語が追加され、分類がより包括的になったことを反映している。（最新の規格）

### ロボットとロボットでない機械の線引き
基本的に、ある程度の工程なり手順なりを自動的かつ連続的に行うものであり、単一の動作のみを行う装置（ベルトコンベアー、エスカレーターなど）や、絶えず人間が操作をする必要がある装置（リフト装置やエレベーター）、操縦者が搭乗する必要性があるもの（ブルドーザーやショベルカーなど）はロボットに含めないことが多い。
その一方で、人の形を模した（もしくは類似した）外観である機械装置であれば、まったくの手動操作・操縦であっても、範疇に含む場合があり、パワードスーツなどを含めた「人の形をした乗り物または作業用機械」についても同様に、一般的にはロボットと呼ばれている。
モーター等の動力が内蔵され機械的または電気的に人間の操作を伝達して動作するマスタースレイブ型のマニピュレーターも一種と見なされ、ロボットアームと呼ばれるが、これらは厳密な定義による分類ではなく、多分に慣用句的用法である。国際宇宙ステーションに設置されたカナダアーム2などの貨物移動用や、手術に使われるダ・ヴィンチなどのロボット支援手術機器が実用化している。
人間ではなく生物の動きを模した機械もロボットに含まれる。
物体としては存在しないが、「人の代わりになんらかの作業を、ある程度の工程なり手順なりを自動的かつ連続的に（かつ効率的に）行うもの」という定義から、コンピュータ言語によるプログラムやソフトウェアも範疇に含まれる場合もある。例としてインターネットの情報を自動検索するソフトウエア「検索エンジン」などはロボット検索（命令（検索ワードの入力）するだけで、さまざまな結果・情報の取得まで自動で行なう）と呼ぶ。これらは機械的ロボットとの区別のために短縮形のボット（Bot）と呼ばれる（インターネットボット、ボットネットなど）こともある。

## ロボットを題材とした作品
ギリシア神話には青銅で出来た自動人形『タロース』が登場する。これは自然発生したものではなく、鍛冶の神であるヘーパイストス（あるいはダイダロス）によってクレタ島を警備するために作り出されたとされ、現代の定義では警備ロボットか軍事用ロボットに該当する。
複雑な機械装置が登場すると、工学的に精巧な装置を組み合わせていけば最終的には人間に限りなく近い物ができあがるだろうという予測から、古今東西・様々な架空のロボットが想像され、ロボットアニメや ロボット漫画などジャンルが形成されている。またロボット工学三原則、スーパーロボットやリアルロボットなどの用語も登場している。

### 生物に外見や機能が似ている機械
この意味の「ロボット」は、フィクション作品、特にSFではアンドロイドや人造人間として登場し、日本のアニメでは『鉄腕アトム』『鉄人28号』『マジンガーZ』などに登場した。
現実に製作・製造されたロボットとしては、研究用ロボット、広報目的のロボット（テーマパークやパビリオンなどで案内係を務めるロボット）が1970年代から作られた他、メカ好きの間では関節部にサーボモータを組み込んで、数十センチ程度大きさのロボットを作りコンピュータ制御で動かしたり、ヒットには及ばないもののTVゲームの新機軸としてプレイ内容と連動するロボットが登場するなどした。1999年にはSONYがAIBOを発売し愛玩用のペットロボットという分野が広まりはじめ、2000年にはHONDAが二足歩行ロボットASIMOを発表した。
なお、人や動物に通常以上の力を発揮させるために、身体の一部を人工物や装置で置き換えたり追加で埋め込んだ状態は「サイボーグ」とされ、ロボットとは区別されている。
生物に外見や動作を似せているロボットの例
- ソフトバンクのコミュニケーション・ロボット、Pepper
- 本田技研工業製の人型で二足歩行のロボット、ASIMO
- NASAのヴァルキリー
- 日本の株式会社ココロが開発した「アクトロイド-DER」
- ソニーのロボットQRIO
- 韓国生産技術研究所が開発した人造人間EveR-2
- ドイツ、ドルトムントのヒューマノイドロボット
- 香港系会社ハンソン・ロボティクスによって開発されたロボット、ソフィア
- 愛・地球博で案内ロボットを務めるアクトロイド
- ソフトバンクのNao
- インド初のヒューマノイドロボット、マナフ
- イタリア工科大学のロボット、ICub
- 犬のように四肢をそなえ、眼（カメラ）もそなえ、あらかじめ教えたルートを辿り周囲を監視する四肢ロボット、Spot。オプション部品を追加すると、ドアノブを回して部屋に出入りすることもできる。

## 自律性
自律制御の機械という意味のロボットである。コンピュータ制御で自律的に判断して動く。センサおよびアクチュエータおよびコンピュータとそのソフトウェアで（また機種によってはAIも搭載して）「自律性」を実現している。センサとしてはLIDAR（ロボット技術を構成する要素技術のうち部分構造に関するもの）、測位技術（同じく知能化技術のうち自律移動制御に関するもの）としては、GPSを必要としない測位やマッピングを可能としたSLAMの研究開発も進んでおり、いずれもロボットの自律制御に欠かせない技術となっている。
- 産業用ロボット。製造ラインで使われるロボットの例。
- 搾乳ロボット。
- 配膳ロボット。レストランで客のテーブルに料理を届けることを行う。日本ではガストなどで導入されている。
- 東京都庁の館内を巡回するテイケイの自律移動型警備ロボット。（2024年4月）
- 掃除ロボットのルンバ。

無人の航空機や潜水機（ドローン）を自律制御で活用するための実証試験も行われている。
自動運転車は、かつては「SFの世界」だったが、現在ではすでに「レベル3」（条件付自動運転）や「レベル4」（高度自動運転）が登場している。たとえば2021年3月5日にはHonda SENSING Elite（ホンダ センシング エリート）搭載ホンダ・レジェンドとして登場。これは（高速道路で渋滞した時に限りではあるが）レベル3自動運転を実現し、車の周囲を2基の単眼カメラ、5基のミリ波レーダー、5基のLiDAR（ライダー）によって監視しハンドル・アクセル・ブレーキ類を自律的に操作するものである。そして2022年5月にはメルセデス・ベンツから、DRIVE PILOT（ドライブ・パイロット）を搭載した「Sクラス」「EQSクラス」が発売された。
また、2025年から米ウェイモ社の自動運転タクシーサービス（Waymo One）のテストが東京で開始されたが、これは大規模言語モデル（LLM）や推論能力を、自動運転に特化したAI技術（Waymo Driver）と組み合わせることで可能となったものであり、AIとの融合も進みつつある。

### 人間の動作の援助装置、自立援助装置
通常「ロボット」と呼ばれるものとは異なり、単体での動作はなく、人間が装着することで機能を強化する装置もある。筋力を補う装置は「パワードスーツ」「強化外骨格」などと呼ぶ。カテゴリーとしてはロボットではなく、「人間の身体に装着する装置」である。

医療・福祉関係のほかに、物流関係、工事現場など広く民生用への応用が期待される。軍事用に米軍がマサチューセッツ工科大学と共同で強化外骨格の研究をしているといわれる。

また、人間の力を拡大するのではなく、手術などの微細な作業の際に人間の動きを縮小するマイクロサージャリー用の装置も医療用に開発されている。

「ロボット」といっても自律的に動くのではなく、あくまで人間の動作ひとつひとつに反応して動く動作補助用の装置である。
- サイバーダイン社のHAL - 筑波大学大学院システム情報工学研究科の山海嘉之教授が中心となりロボットベンチャーサイバーダインが設立され、「HAL」を製造しているが、これは現在の医療での回復が見込まれない、脊髄損傷により歩行ができない人や、それ以外に病気などで歩行が困難な人を対象に、歩く動作を補助する目的の装置である[26]。イメージとしては小説「宇宙の戦士」などに登場する架空の兵器であるパワードスーツといったらわかりやすいかもしれない。福島第一原子力発電所事故後、「HAL」を原発作業員のために改良したロボットスーツを公開している[27]。
- i-foot（トヨタ）は、歩行障害者の使用する車いすの代替をめざし開発された、人の下半身のみを模倣した二足歩行装置（パーソナルモビリティ）であり、2005年日本国際博覧会（愛・地球博）で実際に使われた。高さは2.36mと、動歩行の二足歩行ロボットとしては最大級のサイズを実現し、階段の昇降も可能という[28]。
- 松下電器産業が神戸学院大学総合リハビリテーション学部の中川昭夫教授らのチームと共同開発した半身麻痺患者のリハビリテーション用ロボットスーツは、健常な半身の筋肉の動きをセンサーで検知し、麻痺した側に装着した人工筋に伝えることで左右同じ動きを実現するもので、2008年の実用化が計画された[29][30]。

BMI（ブレイン・マシン・インタフェース）の分野では、人間の動作ではなく思考（脳波や筋肉が発する電磁パルス）を読取ってコンピュータやマシンの動作につなげる研究も進められている。

## 範囲
上述の通りロボットの概念は広範で、捉え方も多様である。例えば産業界では外観が生物型であることにこだわらない一方で「検索ロボット」を含めていないが、近年人工知能技術、ディープラーニング、大規模言語モデル、群ロボットといった知能化技術の発展もあり、研究分野や一般の認識とはやや異なる上、ロボットの可能性の広がりとともに従来の概念も変わりうる状況である。フィクション作品上の架空物からの影響も大きいが、以降では基本的に実在するもののみを扱い、SFやアニメなどのフィクション作品については含めないこととする。

### 車との関係
ロボット技術の進展を、構造や要素技術の一つである移動型ロボットの観点（モビリティ）から捉えれば、車やオートバイ、自転車、車椅子などの従来の移動手段との競合が生れる。移動支援ロボットの規制は、カテゴリごとに異なる官庁が関与する。
呼称や形態も搭乗型移動支援ロボット（例：セグウェイ、電動車椅子（WHILL）、シニアカー（電動カート、スズキでは「セニアカー」））や、高齢者や障害者の移動を支援する機器として移動支援介護ロボット（例：シルバーカー、シニアカー）、さらにマイクロモビリティや電動歩行アシストカーなど様々である。
これらのロボットは主に歩道や自転車道を走行し、車の交通流に直接影響を与えないよう設計されている。しかし、交差点や横断歩道での安全確保、歩行者との共存が課題であり、政府が推進する「スマートモビリティ」や「MaaS（モビリティ・アズ・ア・サービス）」により、自動運転車との連携、シームレスな移動サービスの整備が期待されている。
法改正により、移動支援ロボットは交通ルールを守りつつ、公道や歩道での運用が可能となった。

## 歴史

### 古代～19世紀
- 古代の神話には、自律的に動く人型の人工物がいくつか登場する（ゴーレムやピグマリオン、タロースなど多数）。
- 紀元前4世紀、アルキタスは鳩型の空飛ぶ機械を製作したとも言われている。
- 紀元前4世紀、アリストテレスはオートマタによって人間の奴隷を廃止できる可能性について議論したとされる。
- 紀元前4世紀、「列子」に人型の機械人形を作成した人物に関する記述がある。「韓非子」にも空飛ぶ鳥型の人形の記述がある。
- 紀元前3世紀、クテシビオスは人形が周りを回る水時計を作製した。また、アレクサンドリアのヘロンやビザンチウムのフィロンは様々な自動機械の仕組みを発明した。
- 1088年、機械学者の蘇頌は人形が数時間ごとにチャイムを鳴らす大時計を作成した[42][43]。
- 12世紀、機械工学者のジャザリーは飲み物を給仕するものや、楽器を演奏するものを作製した。
- 12世紀、鎌倉時代の仏教説話集『撰集抄』に人間そっくりの生物的ロボットと言えるものの記述が登場し、これが日本のロボット史の最初とされる[6]が、これは人骨を集めて作った人形に魂を宿す魔術によって蘇るという話でありロボットと言えるのか意見の分かれるところである。
- 12世紀、アルベルトゥス・マグヌスがアンドロイドを作ったと記録されている。
- 13世紀、アルトワ伯ロベール2世は数々の人型、動物型の機械人形を作製した。
- 1495年、レオナルド・ダ・ヴィンチが、現代で言えばヒューマノイドとして捉えられる、詳細な設計図も含んだ一群のスケッチを作成する（ダ・ヴィンチのロボット）。
- 1533年、レギオモンタヌスは鷲型の空飛ぶ機械を製作した[44]。また、ジョン・ディーは空飛ぶカブトムシの機械を製作した。
- 1622年、からくり人形の竹田座が大阪に開業（1768年まで）[6]。
- 1739年、ジャック・ド・ヴォーカンソンがアヒルを模したオートマトンを開発する。
- 1770年、「トルコ人」と呼ばれたチェスを指すオートマタと詐称した物が作製される。
- 1773年、ピエール・ジャケ・ドローによる文字を書く人形が作製される。
- 1796年、細川半蔵が茶運人形などの構造を図解した「機巧図彙」（からくりずい、きこうずい）を著す。
- 1886年、ヴィリエ・ド・リラダンが「未来のイヴ」という小説でアンドロイドという語を初めて使ったとされる。
- 1898年、ニコラ・テスラが点火プラグの米国特許を取得し、無線操縦特許を取得してニューヨークのマディソン・スクエア・ガーデンで無線操縦船を披露[45]。

### 20世紀
- 1912年、史上初の本物のチェスを指す機械であり、史上初のコンピュータゲームと呼ばれるオートマタ（機械人形ないしは自動人形）「エル・アヘドレシスタ」をスペイン人技術者であるレオナルド・トーレス・ケベードが発明[46][47][48][49]。

- 1921年、カレル・チャペックが「ロボット」の造語を使用し、その概念が広まった。

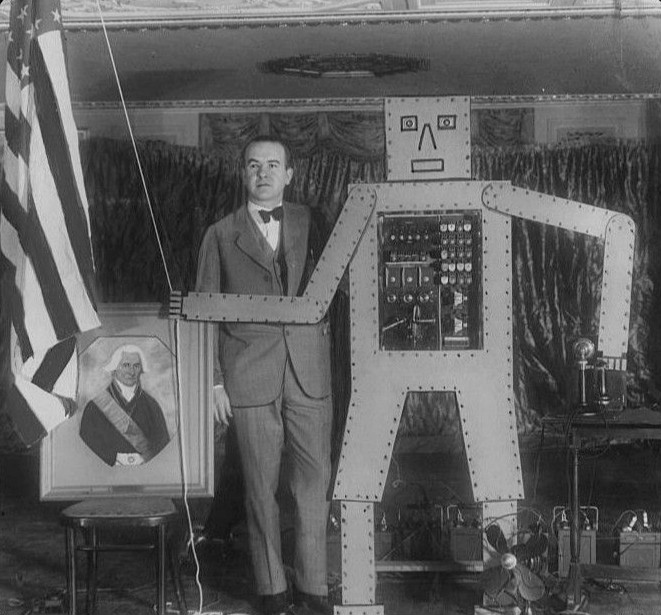
テレヴォックスとR・J・ウェンズリー（1928年）

- 1926年、ウェスティングハウス・エレクトリックのR・J・ウェンズリーが、3つの音程に反応してリレーの操作を行い電話での遠隔操作も可能な装置テレヴォックス（英語版）[50]（Televox）を開発する。のち、1927年にニューヨークで開催された世界博覧会に展示された折に、筐体表面に人型に切り抜いたボール紙を貼り付けたことで、これが人型ロボット第一号とみなされることもある[51]。
- 1927年、アンドロイドが登場する有名なSF映画『メトロポリス』が上映される。
- 1928年、世界初のヒューマノイドとされる「エリック[52]」が作製される。
- 1928年、日本初のロボット[6]と認識されている「學天則[52]」を、生物学者の西村真琴が製作した。その後、翻訳上演された外国演劇にロボットが登場したことをきっかけに関心が高まるも、第二次世界大戦勃発により日本のロボット開発は中断する[6]。
- 1939年、ニューヨーク万国博覧会と翌1940年の国際博覧会でヒューマノイドロボット「エレクトロ (ロボット)（英語版）」が展示された。
- 1946年、最初の汎用デジタルコンピュータ「Whirlwind」が開発される。
- 1947年9月25日、アメリカ空軍のC-54輸送機がオートパイロットで大西洋を渡り、イングランドへの着陸に成功する。
- 1948年、ウィリアム・グレイ・ウォルターが、「エルマー＆エルジー（Elmer and Elsie）」と呼ばれる初期の推論型可動ロボット「タートル・ロボット(英語版)」（通称：ウォルターの亀）を作製する[53]。
- 1950年、SF作家のアイザック・アシモフが、『われはロボット』作中でロボット工学三原則を発表、人間との共存に関する議論の的となる。
- 1950年、手塚治虫が漫画『鉄腕アトム』発表[6]。
- 1956年 - 1961年、アメリカのジョージ・デボルが世界初の実用的産業用ロボットである「ユニメート[54][55]」(英語版)を開発。ジョセフ・エンゲルバーガーと共に設立したユニメーション（英語版）社がデボルの特許に基づいて「ユニメート」を発売。1961年、ゼネラルモーターズの工場に納入され、ダイカスト作業に投入された[56]。
- 1963年、日本初のTVアニメ「鉄腕アトム」が人気となり、劇中のロボット「アトム」は、のちの日本でのロボット開発において一つの目標となる。
- 1966年 - 1972年、スタンフォード研究所、推論型の可動ロボット「シェーキー」を開発[53]。
- 1966年6月、日本初の警備保障会社日本警備保障株式会社（現セコム）は機械警備の開発を始め、日本初のオンラインによる安全システム「SPアラーム」のサービスを開始した[57]。
- 1969年、川崎重工がUnimate（ユニメート）のライセンス生産を開始する[56]。
- 1970年、大阪万国博覧会が開催され、ロボットを中心にしたパビリオン「フジパンロボット館」が出展された。
- 1973年、ドイツのKUKA（クーカ）社、6つの電気機械駆動軸を備えた最初の産業用ロボット「ファミュラス」を開発[58][59][60]。
- 1973年、早稲田大学の加藤一郎研究室が世界初となる独立歩行可能なヒューマノイド型ロボット「WABOT-1[61]」を開発。
- 1970年代末、日本の多くの企業が産業用ロボット市場に進出する。
- 1980年11月2日、第１回全日本マイクロマウス大会開催[62]。
- 1980年代、自動車などの生産ラインに、溶接や部品の組み付けなどの作業を行う産業用ロボットが導入され始める。また同時期、マイコン制御による自律自走式のマイクロマウス競技が流行し、様々な企業や個人が、優れた迷路脱出能力をもつものを開発・発表。その後も毎年開催されている[62]。さらにアメリカ等の国々で、マイコン制御の家庭用ロボットが複数市販された。これらはROMチップに焼き付けたプログラムをStepByStepで実行する関係で扱いが難しく、また高価であることからあまり普及しなかったものの消費者の関心を集めた。そのブームに乗り、パソコンやゲーム機で制御する（人形やフィギュアとは別の意味の）「ロボット玩具」が普及し、テレビアニメ等で様々なロボット物の番組が提供された。
- 1985年、筑波研究学園都市で国際科学技術博覧会（つくば科学博）が開催され、「芙蓉ロボットシアター」などで様々な種類が展示された。
- 1988年、NHK、NHKエンタープライズの主催でアイデア対決・ロボットコンテストが開催。以後、「高専ロボコン」[63]など、多くのロボットコンテストが企画され、ロボット競技の一分野として定着する。
- 1989年8月、富士ソフト株式会社が、（実験戦）全日本ロボット相撲大会を開催[64]。
- 1990年代、（米）キャタピラー社、無人ダンプトラックの開発をスタート。1997年、自律トラック（英語版）の稼働がスタート（本格稼働は2011年）[65]。
- 1996年、単体で完全な二足歩行を行う人型ロボット「P2」を本田技研工業が発表する。
- 1997年、ロボット競技ロボカップ第1回世界大会（RoboCup 97 Nagoya）が名古屋で開催。11か国40チームが参加。
- 1999年、ソニーが犬型ロボット「AIBO」を発売して人気となり、家庭用エンターテイメントロボットという市場が生まれた。
- 2000年、本田技研工業がASIMOを開発。

### 21世紀（00年代）
- 2002年2月4日、ロボット競技ROBO-ONE第一回大会が東京で開催。二足歩行ロボット研究が個人レベルにまで浸透する。
- 2004年3月18日、コンピュータ操作の無人自動車によるレース「DARPAグランド・チャレンジ」がアメリカ国防総省によってモハベ砂漠で開催。参加車両15台中、240kmを完走した車両は出なかったが、翌年10月の第二回大会では参加車両23台のうち5台が212kmを完走した。
- 2005年3月25日 - 9月25日、愛・地球博開催。多種多様なロボットが発表され、展示だけでなく会場案内や楽器演奏、ミュージカル出演など活躍。
- 2005年9月、福岡のロボットベンチャーテムザック、警備と連動した家庭用留守番ロボットを発売[66]。
- 2005年9月13日、富士通フロンテックと富士通研究所、接客業務や搬送業務を行うサービスロボット「エノン (ロボット)（英語版）」を発表[67]。
- 2005年10月8日、DARPAグランド・チャレンジでスタンフォード大学の「Stanley」が212kmの自律走行に成功。Sebastian Thrun（セバスチアン・スラン）らの研究が自動運転車の基礎を築き、後のWaymo（ウェイモ）などの商用化につながった[68][69]。
- 2008年1月、コマツ、世界初の商用AHS（無人ダンプトラック運行システム、Autonomous Haulage System）導入を達成[70]。
- 2008年2月、韓国で「知能型ロボット開発及び普及促進法」が成立。
- 2008年6月18日、国内ロボットベンチャー4社、テムザック、ビジネスデザイン研究所、ヴイストン、ゼットエムピーは、ロボット市場の拡大を目的とする組織「次世代ロボット市場創造連盟」を設立[71]。
- 2008年10月7日、茨城県つくば市のロボットベンチャーCYBERDYNE（サイバーダイン）、大和ハウス工業と共にロボットスーツ「HAL（ハル）」の福祉向けバージョンのリース販売を、10月10日(金)より開始すると発表[72]。
- 2009年7月11日、日本初の産業用アーム型ロボットが調理をするラーメン店「ふぁーめん」が大須商店街の第2アメ横ビルにオープンするも[73][74]、半年後の2010年1月5日に閉店。
- 2009年7月18日、徳島県鳴門市の大塚国際美術館に館内を案内する案内ロボット「アートくん」が登場[75]。

### 21世紀（10年代）
- 2011年2月、IBMが開発した質問応答システム・意思決定支援システムであるワトソンが米国の人気クイズ番組「ジェパディ!」にチャレンジ、勝利して賞金100万ドルを獲得した。賞金は全額が慈善事業に寄付される[76]。
- 2011年6月、テムザック、デンマークで留守番ロボットを活用した福祉介護サービスの実証実験を開始[77]。
- 2012年7月、株式会社ロボットレストランが新宿歌舞伎町に「ロボットレストラン」をオープン。女性ダンサーとロボットによるショーを行うエンターテインメント施設だったが、コロナ禍による臨時休業を経て閉店。
- 2012年10月10日、経済産業省の「第5回ロボット大賞」でグローリー株式会社埼玉工場で使用されている川田工業株式会社製の人型ロボット「NEXTAGE」が次世代産業特別賞を受賞する[78][79][80][81]。人と複数のロボットが工場で組み立て作業を連携で行う世界初の事例。
- 2013年6月18日、玩具や電子機器の設計を手掛ける機楽、はんだ付け不要の低価格ロボット組み立てキット「RAPIRO（ラピロ）」を開発[82]。
- 2013年12月、日本のロボットベンチャーSCHAFT（シャフト）社のロボットが、DARPAロボティクス・チャレンジ（DRC）で、他国に大差をつけて予選1位を獲得するも、直後（米）グーグル社（の親会社アルファベット社）による買収により本戦欠場となる[83]。
- 2014年10月、（米）グーグルでロボット分野を推進していたアンディ・ルービン、不祥事により失脚[84][85][86]。グーグルは二足歩行ロボット開発中止を決め、後のSCHAFT（シャフト）社売却騒動（2018年11月14日）はこれがきっかけとなった模様[87][88][89]。
- 2015年7月17日、旅行大手エイチ・アイ・エス、メインスタッフをロボットが担っている「変なホテル」を長崎県のテーマパーク・ハウステンボス内に開業[90]。
- 2016年3月、（香港）ハンソン・ロボティクス（英語版）が開発した「ソフィア」が米CNBCのインタビューに「人類を滅亡させるわ」と回答し、物議を醸す[91]。
- 2016年5月15日、Waymo（旧Google自動運転部門）がアリゾナ州で自動運転タクシーの試験運用を開始。AIとセンサーによる自律走行が実証され、ロボット技術のサービス応用が加速した[92][93]。
- 2016年8月、IBMの質問応答システム・意思決定支援システムであるワトソンが患者の正確な白血病の病名を10分で見抜き、割り出した病名に対する適切な治療によって患者の命を救ったと報道される[94]。
- 2017年10月18日、動画サイト「Twitch」で日米巨大ロボット対決が配信された[95]。
- 2017年10月、香港のハンソン・ロボティクスの人型ロボット「ソフィア」がロボットでは世界初の市民権をサウジアラビアで取得[96]、ロボットで史上初めて国連から称号を与えられる[97]。
- 2018年、中国では多くのスマート型無人店舗が閉店や倒産に追い込まれ、無人店舗バブルは崩壊した。2018年7月、オンライン小売業者のJD.comは主要都市のオフィスビルに5,000機のスマートシェルフを配置する計画を発表したが、その6ヶ月後に計画を撤回した[98]。また、無人店舗を有人店舗に改修したケースも多い[99]。無人店舗が急速に衰退した理由として、多くの店舗がテクノロジーに注力する一方でカスタマーエクスペリエンスを軽視していたことが挙げられる[100]。
- 2018年3月、（米）Uber社は、アリゾナ州で、自動走行トラックを高速道路で運用することを発表したが[101]、同年3月18日、アリゾナ州にて夜間にドライバーが乗った状態で自動運転を行っていたボルボ製の試験車が、自転車を押す通行人が道路を横切る途中に衝突し死亡させる事故が発生[102]。2021年1月、自動運転部門をAurora社に売却し、Uber社は自動運転開発から撤退した。
- 2018年5月、水を噴射することにより空中に浮上し、建物内に突入して、火元を直接消火できる空飛ぶ消火ロボット「ドラゴンファイヤーファイター」のプロトタイプの開発に、世界で初めて成功[103]。
- 2018年11月14日 - （米）アルファベット社（グーグルの親会社）は、ロボット革命が当初考えられていた以上に時間がかかると認め、二足歩行ロボット開発の中止を決定。事業を再構築し、軸足を産業用ロボットへ転換か。2013年に買収していた東京大学発ベンチャーSCHAFT（シャフト）は、当初ソフトバンクへの売却が報じられていたが、その後「元SCHAFT社員の数人がソフトバンクの下で働くことを拒否」した模様[87][88][89]。
- 2018年末、SCHAFT社解散[104]。
- 2019年、米小売り最大手のウォルマート、無人配送の本格展開に向けて提携戦略を強める[105]。
- 2019年3月、警備業大手ALSOK（綜合警備保障株式会社）、自律移動型ロボット技術を活用した警備員協働型警備ロボット「REBORG-Z（リボーグゼット）」を開発[106]。
- 2019年3月、元SCHAFTのCEO、別のロボットベンチャーGITAIに参画と発表[104]。
- 2019年3月18日、ソニーの犬型エンターテインメントロボット「aibo（ERS-1000）」に、見守り機能が新機能としてリリースされる[107]。
- 2019年11月14日、コマツ、世界最大級のカラジャス鉄鉱山（ブラジル北部）向けに、電気駆動式超大型ダンプトラック『930E』37台と無人ダンプトラック運行システム（Autonomous Haulage System、AHS）を導入すると発表[108]。

### 21世紀（20年代）
- 2020年2月、日本IBM、アルプスアルパイン、オムロン、清水建設、三菱自動車の5社が開発に参加する視覚障害者でも自由に街を歩けるようにすることを目的とした「AIスーツケース」の発起人兼技術統括者に浅川智恵子就任[109][110][111][112]。
- 2020年3月、NHK放送技術研究所、番組を効率的に制作するため、熟練カメラマンのカメラワークを再現する自動撮影技術「AIロボットカメラ」の開発を進めていると研究誌に発表[113]。
- 2020年9月29日、（英国）救急隊員がジェットスーツで現場に急行する「世界初のジェットスーツ救急隊員」の実験が成功[114]。
- 2020年12月、（韓国）現代自動車グループが、（米）ボストン・ダイナミクスの株式80％をソフトバンクグループから買収[115]。
- 2020年12月、（英）モーレイロボティックス社が自動調理ロボットの販売を開始[116]。
- 2021年、イーロン・マスクがTesla Botを発表[117]。
- 2021年6月18日、スカパーの子会社で国内ドローンメーカーの草分け的存在として農薬散布用ドローンなど多岐にわたる製品を開発していた株式会社エンルート、国立研究開発法人NEDOからの助成事業案件・委託事業案件の不正受給が判明し、東京地裁から特別清算の開始命令を受ける。NTT e-Drone Technologyにドローン事業を譲渡した上で清算することを決め、6月3日に会社を解散していた[118][119]。
- 2021年7月、フランスパリのボーブールに世界初となるロボットピザレストランがオープン[120]。
- 2021年12月、オムロンは「スマートビルディングEXPO」にて、清掃・警備・案内の3機能を持つ「複合型サービスロボット」として「Toritoss（トリトス）」を出展した[121]。
- 2021年12月1日、日本郵便、ドローン（UAV）と配送ロボット（UGV）を連携させた郵便物の配送を東京都奥多摩町で実施。山間の集落に郵便物をドローンで空輸、さらに自動配送ロボットに受け渡し、各戸宅前まで届けるというもので、ドローンと配送ロボットの連携は日本初[122]。
- 2022年4月、大林組、重ダンプトラックの自律走行（建機フリートマネジメントシステム（建機FMS））に向けた実証実験を国内で始める。米のスタートアップ企業SafeAI（セーフエーアイ）との協業で、自律化ダンプを米国から輸送し、日本でテストする予定[123]。
- 2022年7月、IBM最高技術職IBMフェロー浅川智恵子が開発を進める「AIスーツケース」の実証実験が、新千歳空港で行われた[124]。
- 2022年7月15日、林野庁、令和元年12月に策定した「林業イノベーション現場実装推進プログラム」のアップデート版を作成。林業の課題を8分類35課題に整理[125][126]。
- 2022年7月19日、モスクワのチェス大会で、ロボットが対戦相手の少年の指の骨を折る事故が発生[127]。
- 2022年8月、ポーランドの飲料会社ディクタドール（Dictador）は、AIを搭載した人型ロボット「ミカ（Mika）」を実験的にCEOに任命した[128]。
- 2022年9月21日、パナソニック（2003年設立当時は松下電器産業）の子会社でパワーアシストスーツを開発していた「ATOUN（アトウン）」[129][130]が赤字に陥り解散[131]。
- 2022年10月6日、ロボットを武器化しないと共同で宣誓する書簡を（米）ボストン・ダイナミクス社や（中国）宇樹科技（Unitree Robotics）社など6社が公表[132][133]。
- 2023年4月1日、自動走行ロボットの公道走行を可能にする改正道路交通法が施行。自動走行ロボットは「遠隔操作型小型車」（最大速度6km/h以下、120cm以下の小型車）として届出制となる[134][135]。同年7月1日、電動キックボードの公道走行を許可。「特定小型原動機付自転車」区分を新設（16歳以上で運転免許不要、ヘルメット着用は努力義務、速度制限あり）[136]。
- 2023年5月17日、コマツ、トヨタ、鉱山開発の自動化を目指した無人ダンプトラック運行システム（AHS）で自動走行するライトビークル（Autonomous Light Vehicle、ALV）の開発において協業を開始すると発表[137]。
- 2023年10月3日、JMS23（ジャパンモビリティショー）で、スズキが次世代四脚モビリティ「MOQBA（モクバ）」を公開[138][139]。
- 2023年10月10日、日本ロボット工業会と日刊工業新聞社は「2023国際ロボット展（iREX2023）」の概要を発表[140]。
- 2023年10月24日、大日本印刷（DNP）、全国の図書館に向けて蔵書点検ロボットとRFID（無線自動識別）を利用した蔵書点検サービスを開始。「蔵書点検にかかる時間を短縮できる」という[141]。
- 2023年11月29日、（デンマーク）Universal Robots（ユニバーサルロボット）(英語版)社、可搬質量30kgの協働ロボット「UR30」を発売。アルミ合金を多用して本体の軽量化を図り、可搬質量30kgに対し、本体質量を63.5kgに抑えたという（他社同等品では100kgを超えるものもある）[142]。
- 2023年12月20日、（中国）SenseRobot社は、家庭向け囲碁ロボット「SenseRobot Go」を発表[143]。
- 2024年、自動車製造工場への労働力としてのヒューマノイドの試験的導入が進む[144][145][146][147]。
- 2024年1月10日、産業用ドローンなどを手掛けるスタートアップ企業のA.L.I. Technologies、破産手続開始の決定を受ける[148]。
- 2024年3月5日、ウーバーイーツジャパン、自律走行ロボットを使った配達を一部の地域で6日から始めると発表[149]。
- 2024年3月14日、コマツ、同社の鉱山向け無人ダンプトラック運行システム（AHS）の累計導入台数が、2024年2月に700台を超えたことを発表[70][150]。
- 2024年4月、（米）テスラ社の自動運転車による事故多発が、アメリカ運輸省道路交通安全局（英語版）（NHTSA）の調査報告書で明らかとなる[151]。
- 2024年6月17日、東芝・ケンブリッジ研究所、実世界とのやりとりを通し自らの機能を継続的に改善・進化していくAI技術である「エンボディドAI」の研究開発を加速すると発表[152]。
- 2024年7月1日 - 中国の天津大学と南方科技大学は、脳オルガノイドで動くロボットを発表した[153]。
- 2024年8月、大林組が開発した「建機フリートマネジメントシステム」の現場実証が、群馬県内の浅間山緊急減災対策事業の建設現場で行われた[154]。
- 2024年10月10日、（米）テスラ社、完全自動運転車「サイバーキャブ」のプロトタイプを発表[155][156]。
- 2024年12月、自動運転タクシーを展開していた米ゼネラルモーターズ社の子会社「GMクルーズ」は、「ロボタクシー」事業から撤退すると発表。実用化には時間が掛るとして両社を統合し、GMが販売する自家用車向けに運転手の支援を行うシステムに重点を置く考え[157]。

### 2025年
- 2025年1月、ALSOK、Octa Robotics（オクタロボティクス）、大和ライフネクストと共同で、経済産業省が掲げるロボットを導入しやすい「ロボットフレンドリー（ロボフレ）環境」の実証実験を実施[158]。
- 2025年1月20日、インターネットカフェ等を関東に展開するバグース、池袋店に世界で唯一の自動パンケーキマシン『POPCAKE®』を導入。ホテルなどでは導入されているが、インターネットカフェでは初[159]。
- 2025年1月23日、NEDOによる助成事業「革新的ロボット研究開発基盤構築事業[160]」（自動配送ロボットによる配送サービスの実現）の一環として、パナソニックホールディングス株式会社は自動配送ロボットによる配送サービスの公道における10台同時運用の実証実験を開始[161][162]。
- 2025年2月5日、日本財団、陸上から複数船舶を遠隔で航行支援する「移動型」の陸上支援センターの完成を発表[163]。同財団は、2020年2月より無人運航船プロジェクト「MEGURI2040」を進めてきた[164]。
- 2025年2月5日、イギリス国防省は人間に代わって危険な爆発物処理を担う犬型のロボットを公表した[165]。
- 2025年2月13日、東京大と早稲田大、培養筋肉を使った全長18センチのロボットハンドを開発。同種のものでは世界最大で、義肢への活用が期待される[166]。
- 2025年2月17日、アイリスグループのシンクロボは、同社のロボット開発を促進するため、「シンクロボ 秋葉原ラボ」を開設したと発表[167]。
- 2025年3月、旭化成ホームズとプリファードロボティクス社、生成AI（LLM）を活用し、住宅内IoT情報と連携する家庭用自律移動ロボット「カチャカ」の本実証を開始し、動画を公開[168]。
- 2025年3月3日、千葉大学野波健蔵研究室発ベンチャーである株式会社ACSL、茨城県境町にて閉鎖環境点検ドローン「Air Slider Fi4」を使用した下水道点検を実施した[169]。
- 2025年3月21日 - 3月30日、パナソニックホールディングス、移動型無人販売サービス「PIMTO（ピムト）」の実証実験を成田空港で行った[170]。
- 2025年3月27日、前年末に「汎用ロボットの実現」を目指し、KDDIやトヨタ自動車など国内大手企業16社により設立されたAIロボット協会（AIRoA）[171]が、活動を本格化すると発表[172]。
- 2025年4月、大阪・関西万博(EXPO2025)で、カワサキが“4足歩行”型の新感覚オフロードパーソナルモビリティ「CORLEO(コルレオ)」を発表[173][174]。
- 2025年4月1日、セコムのセキュリティロボット「cocobo」がロボットデリバリー協会による審査に合格し、公道を含む道路の走行が可能となった[175]。
- 2025年4月7日、JR東日本の関連企業が、JR秋葉原駅構内施設で、生成AIを活用した警備ロボット「ugo Pro（ユーゴープロ）」を接客・案内用に導入する[176]。
- 2025年4月7日、オリエンタルランド、東京ディズニーランドに、電子音を発しながら2足歩行で歩き回るエンタテインメントロボット「BDXドロイド」を導入する[177]。
- 2025年4月8日、ソフトバンクロボティクスは「BellaBot（ベラボット）」の最新モデルである「BellaBot Pro」の販売開始を発表[178]。
- 2025年4月9日、家電の山善が、「ヒューマノイドロボットの社会実装」に向けた共同プロジェクトを推進すると発表[179][180]。
- 2025年4月9日、鈴茂器工、「おむすび製造半自動化システム（仮称）」の正式名称を「ふんわりおむすびロボット」に決定したと発表[181]。
- 2025年4月10日、Waymoが東京都心でテスト走行を開始すると発表[182]。
- 2025年4月14日、オープンソースAIで知られる（米国）ハギング・フェイス（英語版）社、オープンソース人型ロボットを手がける仏企業「Pollen Robotics（ポレン・ロボティクス）」社の買収を発表[183][184]。
- 2025年4月19日、ヒューマノイドのハーフマラソンが北京で開催される[185]。
- 2025年5月、中央大学発のロボットベンチャーの株式会社ソラリス（SoLARIS）は、人工筋肉を使ったソフトロボットであるミミズ型管内走行ロボット「Sooha(C)」の発売を開始する[186]。
- 2025年5月、長谷工コーポレーション、ロボット研究家の石黒浩教授の協力で、5年後の未来の家をイメージした住宅「ivi house（アイヴィ・ハウス）」を都内に完成。内覧会を開いた[187][188]。
- 2025年5月19日、セブン-イレブン・ジャパン、自動走行ロボットを使った公道での実証実験を八王子市の一部で開始[189]。
- 2025年5月25日、中国でロボット同士が対戦する世界初の格闘技大会が開催[190][191]。
- 2025年6月、エンボディドAI（身体性を持つ人工知能）技術を手掛ける中国スタートアップ「自変量機器人（X Square Robot）」、シリーズAで数億元（数十億円超※）を調達したと発表[192]。（※1元＝約20円で計算）
- 2025年6月、政府が6月中にまとめる経済財政運営の指針「骨太方針」の原案で、ロボットに関する新戦略を年度内に策定する方針を明記していることが分かった[193]。
- 2025年6月30日、村田製作所、早稲田大学、株式会社テムザック（ロボットベンチャー）、SREホールディングス株式会社（ソニーグループ）の4組織は、国産ヒューマノイドロボット開発を推進する新団体「KyoHA」（京都ヒューマノイドアソシエーション）を7月に設立すると発表。第1フェーズを「レスキューロボットの開発」とし、ロボットのハードウェア開発に特化した産学連携ネットワークの構築を目指す[194][195]。

## 分類
ロボットは長い間フィクションの中だけに登場する存在であったが、主に工場などの生産ラインにおける腕力の必要な作業などで、自律的に人間の代行ができる機械（自動車組み立てロボットなど）が産業用ロボットと呼ばれ活躍している。
すでに一部では、自動的に建物内を巡回・警備するロボットのレンタル事業が開始されており、病院内の物資運搬におけるロボットカートの採用、また既に述べた通り、自動運転タクシーの試験運用や、自動車製造工場へのヒューマノイドの試験的導入など、さまざまな形態の自動機械が人間社会の中で活動を始めている。
福島第一原子力発電所事故の発災後に日本製の原発ロボット（調査ロボット）の投入が遅れたことや、その後、投入されたものの目覚しい活躍を示していない現状や、掃除用ロボットなどの分野で日本企業が主役から外れていることなどを背景に、実用性の高いロボットの研究開発の重要性が指摘されている。
用途別と構造別による分類が行える。

### 用途別による分類（応用技術）

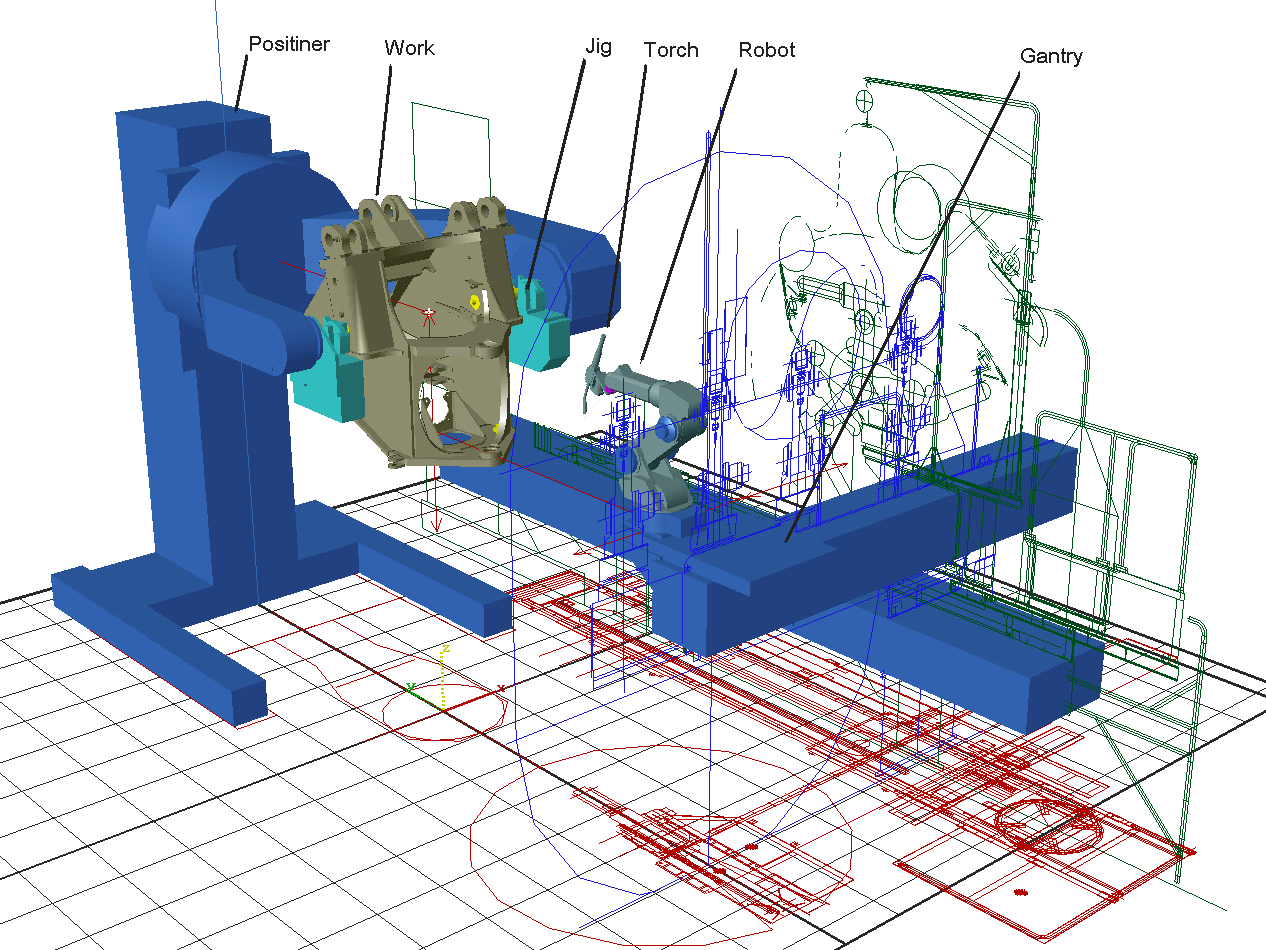
産業用ロボット

#### 産業用ロボット分野
- 産業用ロボット
  - 製造業（自動車、工業製品、半導体製造）
    - 溶接ロボット、塗装や組み立て・搬送ロボット、取出ロボット[198]（製品取出ロボット、後工程対応取出ロボット、スイングタイプ取出ロボット、サイドエントリータイプ取出ロボット、ランナ・取出ロボット）、研磨ロボット[199]など
    - ダイボンダ、チップマウンターなど

  - 3品産業（食品、化粧品、医薬品製造）
    - 魚種選別システム[200][201]、ホタテ貝自動生剥き機（オートシェラー[202]）
    - 寿司ロボット、米飯加工ロボット（おむすびロボット[181]、のり巻きロボット、ご飯盛り付けロボットFuwarica[203]）
    - 盛付ロボット「Delibot」[204]、「M-Robo」[205]、ピザ製造ロボット[206][207]、エレシリンダー[208]
    - （口紅製造現場）双腕多関節ロボット「NEXTAGE」[209]
    - （細胞医療製品製造用）双腕ロボット「Maholo」[210]
- 協働ロボット[211][212][213]（協調ロボット[214]）[注釈 9]
  - 食器自動仕分けロボット「finibo」[215]
  - タタミ包装機[216][217]

#### サービスロボット分野
- サービスロボット[注釈 10][注釈 4][注釈 5]
  - 家庭用ロボット、スマートロボット[218][219][220]
    - 調理ロボット[221]、3Dフードプリンティング（英語版）[222]
    - 留守番ロボット、子守ロボット（スマートバシネット（育児用ベッド））、家庭用自律移動ロボット「カチャカ（Kachaka）」[223]

  - 掃除用ロボット、除雪ロボット[224]、トイレ掃除ロボット[225]
  - 窓拭きロボット[226][227]、PVロボット[注釈 11]（太陽光パネル洗浄ロボット[228][229]）
  - ロボット草刈機[230][231]、自動抑草ロボット[232][233]、ムカデ型抑草ロボット[234]
  - 地雷探知ロボット（地雷除去ロボット[235]、地雷探知ドローン[236][237]）
  - 競技用ロボット、マイクロマウス、ゲーミングロボット[238]、囲碁ロボット[143]、将棋代指しロボット[239]、チェスロボット[240]
  - 教育用ロボット、知育ロボット「alilo（アリロ）」[241]、「アーテックロボ2.0」[242]
  - 研究用ロボット、蜂型ロボット[243]、サイボーグ昆虫[244]
  - 実験用ロボット（英語版）、ハイスループットスクリーニングロボット（英語版）[245]、創薬ロボット[246]、液体ハンドリングロボット（英語版）
  - エンタテインメントロボット（娯楽・家庭向けと展示用を含む）、ペットロボット(英語版)[247]
    - ピアノ演奏ロボット｢Arpeggio｣[248]、ロボットバンド「Compressorhead」[249]
    - AIロボットカメラ[113]、ロボットカメラマン[250]、ロボット審判（ABS:Automated Ball-Strike System (英語版)）[251][252]

  - 接客ロボット、案内ロボット[75]、警備ロボット[106]、交通誘導ロボット[253]
  - 配膳ロボット[254]（真珠 (お好み焼き店)、ロボットカフェ）、下膳ロボット[255]
    - テレバリスタ[256]、分身ロボットカフェDAWN ver.β[257]、AIカフェロボット「root C（ルートシー）」[258][259][260][261]

  - 無人店舗[99]、オートレストラン[262]、自販機コンビニ[263]（ASD[264]など）、スマートシェルフ[265]、ロッカー型自販機[266]
    - フライドポテト自動販売機、生搾りオレンジジュース自販機[267]、自動パンケーキマシン[159]、ラーメンロボット[74][268]、ソフトクリームロボット[269]
    - 自動巡回ロボット[270]、移動型無人販売サービス[170]

  - 物流ロボット（英語版）[271][272]（自動倉庫）、倉庫ロボット[273]、宅配ロボット、宅配ドローン
    - パレタイジングロボット（英語版）（自動パレット積み分け機、積み付けロボットなど）、包装ロボット、梱包ロボット、箱詰めロボットなど

  - 図書館司書ロボット[274]、蔵書点検ロボット[141]
  - 介護ロボット[注釈 12]、盲導犬ロボット[注釈 13]、AIスーツケース[276][277][278]
    - 無動力歩行支援機（ACSIVE（アクシブ）[279]）、ロボット便座（楽々きれっと[280][281]）、ペダル付き車いす（COGY（コギー）[282]）

  - 建設ロボット[283][284]
    - 墨出しロボット[285]、耐火被覆吹き付けロボット[286]、法面吹き付けロボット[287]、窓枠施工ロボット・窓枠溶接ロボット [288]、自律走行型ブラストロボットシステム（表面処理自動化ロボット）[289][290]、自律走行型塗装ロボット[291]、天井施工ロボット[292][232]、自走式照度測定ロボット[293]、ひび割れ検査ロボット[294]
    - 双腕重機[295]（四脚クローラ双腕型（コンセプトマシン）[296]）、多機能鉄道重機[297]
    - 解体ロボット、浚渫ロボット、水中排砂ロボット[298]

  - スマートマイニング
  - 農業用ロボット[299][300]（ファームボット、スマート農業、植物工場、細胞農業）
    - 収穫ロボット[301]（アスパラガス収穫ロボット[302]、いちご収穫ロボット[303][304]、レタス収穫ロボット[305]、トマト収穫ロボット[306]、キュウリ収穫ロボット[307]）
    - 栽培見回りロボット、自律移動台車ロボット[308]、選果ロボット、パック詰めロボット、農業AIロボット（品種改良ロボット「Don Roverto」[309]）
    - 農業用光線照射ロボット（UV、レーザー）[310][311][312][313]
    - 農業用モジュール型ロボット[314]
    - 農業用ドローン[315][316][317][318]、水田用自動抑草ロボット[319]
    - 畜産用ロボット（豚舎洗浄ロボット[320]、分娩検知システム[321]、給餌ロボット、餌寄せロボット）
    - 酪農用ロボット（搾乳ロボット）

  - 林業ロボット（自動枝打ちロボット[322]、リモートコントロール式伐倒ロボット[323]）
  - 漁業ロボット（カツオ一本釣りロボット[324]）
  - 医療用ロボット（コンピュータ支援外科）
    - 手術ロボット、リハビリテーションロボット、診療ロボット、調剤ロボット、補綴ロボット[325][326]、歯科ロボット[327]
- 特殊環境用ロボット[注釈 14]
  - 軍事用ロボット
    - CBRN（化学剤・生物剤・放射線・核）対応遠隔操縦作業車両システム、EATR（戦術的エネルギー自律型ロボット）、LAWS（自律型致死兵器システム）、MTVR（中型戦術車両後継型）、RWS（遠隔武器ステーション）、UGV（無人地上車両）、地雷敷設ロボット[328]、地雷処理戦車（重地雷処理車）、セントリーガン、無線操縦戦車
    - AUV（自律型無人潜水機(英語版)）、ROV（遠隔操作型無人潜水機(英語版)）、自律型水中航走式機雷探知機
    - UCAV（軍用無人航空機）

  - 探査ロボット
  - 宇宙ロボット（インタラプトボール（英語版）、サイモン (ロボット)（英語版））
  - レスキューロボット
    - 救助・捜索・情報収集用（Hibiscus（ハイビスカス）[329]、Kenaf（ケナフ）、Quince（クインス）、Rosemary（ローズマリー）、Sakura（サクラ）[330]）
    - 水中探査用
    - 火災用（消火ロボット[331]、消火ホースロボット[103][332]、スクラムフォース）
    - ダミー人形（人体模型ロボティックダミー人形）

  - メンテナンスロボット
    - インフラ点検ロボット[333]（トンネル点検ロボット、橋梁点検ロボット、配管点検ロボット、電線点検ロボット、ダム点検ロボット）
    - 補修ロボット[334]、高所調査ロボット[335]
    - 閉鎖環境点検ドローン[169]、管渠検査ロボット「もぐりんこ」[336]、ミミズ型管内走行ロボット[186]
    - 廃炉調査用4足歩行ロボット[337]

  - 廃棄物処理ロボット
    - AI搭載廃棄物自動選別ロボット[338]、医療廃棄物搬送ロボット[339]

### 構造による分類（要素技術）
- 全体構造技術
  - マスタースレーブ型ロボット
  - マニピュレーター装置付き小室（ドラフトチャンバー/グローブボックス、リモート・マニピュレーター）
  - プログラム制御型ロボット
    - 直角座標ロボット、円筒座標ロボット、極座標ロボット、垂直多関節ロボット、水平多関節ロボット（SCARAロボット）、パラレルリンクロボット（デルタロボット）

  - 移動型ロボット
    - 二足歩行ロボット、多脚（昆虫型ロボット、四脚ロボット（英語版）、六脚ロボット（英語版））
    - 車輪、無限軌道（戦場脱出支援ロボット（英語版））、無人搬送車（AGV）、無人フォークリフト（AGF）、無人地上車両（UGV）
    - 自立安定一輪車、倒立振子、球体ロボット、索状体[103][332]
    - 飛行（UAV）、水上（USV）、潜水（UUV）、水空合体ドローン[340]など

  - ヒューマノイド（マインダー）
  - 人体装着型ロボット、搭乗型ロボット
    - パワードスーツ、アシストスーツ[341][342][343]、筋電義手[344][345][346][347]、歩行強化デバイス[348][349]
    - 外骨格型ロボット[350]、外骨格デバイス[351]

  - マイクロボット[352]、精子ロボット、ナノマシン、分子ロボット、量子ロボット
  - モジュラーロボット（英語版）[353]
- 部分構造技術
  - センサ（ロボット用途）
    - ロボットビジョン[354][355]、マシンビジョン
    - 見守りセンサー[356][357]、LIDAR[358]
    - 臭気センサ（匂いセンサーロボット[359]）、味覚センサ（AI搭載味覚センサー「レオ」[360]）

  - マニピュレーター、ロボットハンド、カナダアーム、カナダアーム2、欧州ロボットアーム
  - 電子皮膚
  - バイオテクノロジー
    - 培養肉、可食ロボット[361]、脳オルガノイド[153][362][363][364]
- 安全技術（ソフトロボット（英語版）[365]）
  - 出力・駆動（アクチュエータ）
    - 人工筋肉、人工筋肉ロボット[366]、バイオハイブリッドロボット[367][368]、バイオハイブリッドハンド[166][369]
- 制御技術
  - 位置決め制御
  - パワーアシスト制御
  - その他プログラム制御（V-Sido OS[370]、ROS[371]）
  - ティーチングシステム
  - 遠隔制御（リモコン、ラジコン、ターゲット・ドローン、テレイグジスタンス、（鉱業）AHS、（建設業）建機FMS）
    - テレプレゼンスロボット[372]、遠隔操作ロボット（テレワークロボット）[373]、分身ロボット[374][375]

  - インターフェース（制御装置、制御台、その他）
- 知能化技術
  - 人工知能技術（意識ロボット[376]、人工脳・人工シナプス[377]）Nwana によるソフトウェアエージェントの分類

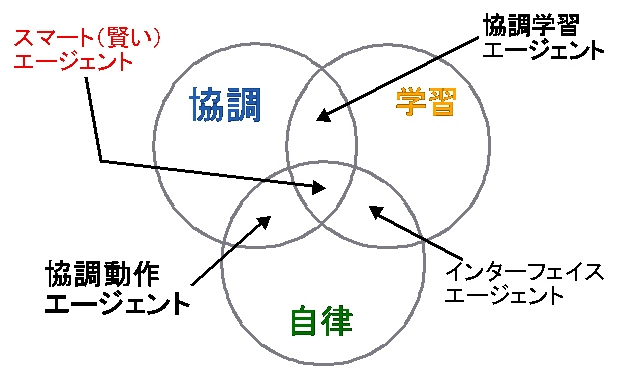
Nwana によるソフトウェアエージェントの分類

    - 学習（Deep Thought、Deep Blue、AlphaGo、dlshogi、知的エージェント、深層学習、ワトソン、東ロボくん[378][379][380]）、言語（大規模言語モデル）
    - 推論（テキスト特化型エンジンKIBIT、ロボアドバイザー（英語版）[381][382]、大規模推論モデル（LRM）[383]）、情動、基盤モデル

  - ロボット協調[注釈 15][384]
    - 群ロボット[385][232]（群知能、セル・オートマトン、人工免疫システム）、クレイトロニクス（自己組織化ロボット）
    - 自己複製ロボット[386]、自己進化ロボット、人工生命、ゼノボット[387]

  - クラウド・ネットワーク（クローラ、インターネットボット）
  - 自律移動制御
    - 自己位置推定、経路計画、衝突回避、マップ（環境地図、高精度地図、ダイナミックマップ）作成、SLAM[20]、
自律走行ロボット(AMR)（コネクテッドカー、自動運転車、遠隔操作型小型車）、自律型無人潜水機（AUV）
- 認識・コミュニケーション技術（チャットボット、バーチャルアシスタント、リーガルロボット[388]、対話型AI「コパイロット」[389]、AI弁護士[390]、Ani[391]など）
  - 画像認識、物体認識(検出)（Trackman、QuesTec、Hawkeye）、音声認識、人物認識、ジェスチャ認識、感情認識(分析)技術
  - 音声合成・対話技術
    - CeVIO（チェビオ）、パートナーロボット「トミーくん」[392][393][394]

  - 音声画像に依らないコミュニケーション技術
    - ハプティクス、こころを可視化するウェアラブルデバイス[395]など

  - コミュニケーションロボット[396]（PALRO（パルロ）[397]、Palmi（パルミー）[398]、ATOM（アトム）[399][400]、BOCCO（ボッコ）[401]）

### 人型

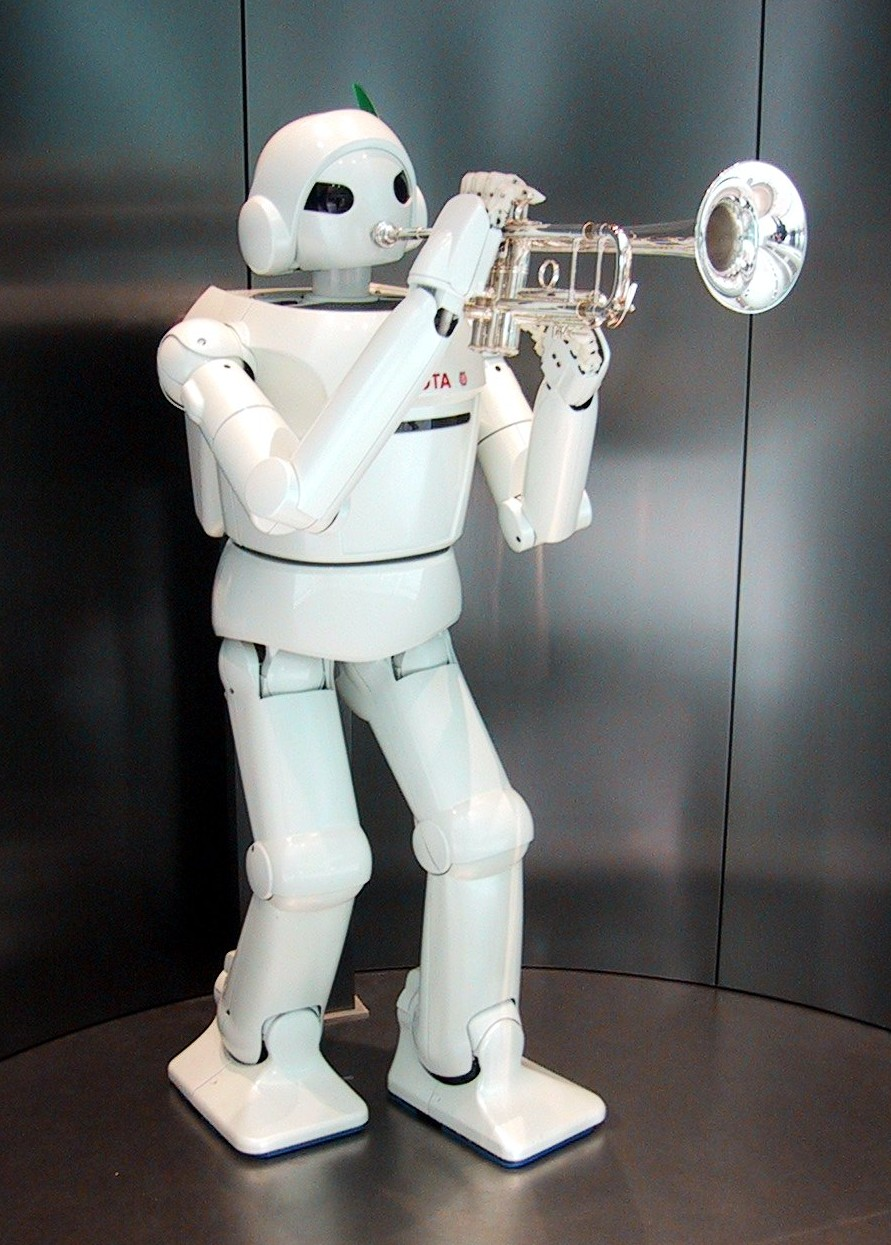
二足歩行型「トヨタ・パートナーロボット」

1980年代後半以降、ASIMO（本田技研工業）・HRP-2/HRP-3（川田工業・産業技術総合研究所・川崎重工業）・SDR-4X/QRIO（ソニー）・PALRO（富士ソフト）等の二足歩行可能な人型ロボットが開発・発表されており、ROBO-ONEのような企画向けに個人で製作されるものにも高度なものが現れ、オーケストラを指揮したり、TPR（トヨタ）等の実際に楽器演奏ができるものも登場している。
2018年10月11日には、ボストン・ダイナミクス社の最新型アトラスが「パルクール」を軽々とやってのける動作を撮影した新映像が公開された。
いずれもこれら人の形をした（もしくは目指した）ロボット開発は、古くからのSF作品で描かれた「人間社会に溶け込み、人間との共同作業や共に生活するロボット」というイメージに沿ったものでもあり、日本においては『鉄腕アトム』の影響が少なからず二足歩行ロボット開発者の発言に示されている一方、若い世代では一連の巨大ロボットもののアニメーション（→ロボットアニメ）が言及される。たとえば、ASIMOでは前述の『鉄腕アトム』を、HRP-2/HRP-3開発者の一部は『機動警察パトレイバー』の影響を受けていることを公言しており、同シリーズは実動機のデザインをアニメのメカデザインで活躍する出渕裕に依頼したことでも知られる。

### 動物型
映画などで動物に似せたロボットを使ったアニマトロニクスがある。また、その技術を流用して、野生動物の観察も行われる。BBCのドキュメンタリー『潜入！スパイカメラ』、海洋生物向けの『BBC Earth スパイ・オーシャン』などに利用される。
- エントモプター - 昆虫の羽ばたき飛行の空気力学を使用して飛行する航空機。
- オーニソプター - 鳥やコウモリのように翼を羽ばたかせることによって飛ぶ航空機。
- ロボットフィッシュ（英語版） ‐ 魚などを刺激しないよう魚に似せたロボット。
- スネークボット（英語版） - ヘビのように細長い体で閉所での活動を行えるロボット。
- タコ型ロボット（英語版） - ハーバード大学の機械工学、マイクロ流体工学、3Dプリントをそれぞれ専門とする研究者らが協力して製作。全身が柔らかい素材で作られたソフトロボット（英語版）で、機械的な装置も電子回路も使わずに、自律的に動く[405]。
- ドブネズミ型ロボット「SQuRo」 - 北京理工大学の研究グループが開発。「SQuRo」は「Small-sized Quadruped Robotic」の略。本物のドブネズミのような能力を活かし、災害現場で生存者を発見することを目的としている[406]。
- クモ型変形ロボット - エストニア、タルトゥ大学の研究チームがクモに着想を得て、加熱されたポリマー溶液を射出するというアイデアによるロボット。自分の体をその場で糸を紡いで作り出し、環境に合わせてボディを変化させるというもので、状況の予測が難しい災害現場の救助作業や、機械と風景がシームレスに融合した適応型建設技術まで、これまでの産業的な発想をくつがえす可能性を秘めている[407]。
- 鳥型ドローン - スパーキークリエイト株式会社は、リアル鳥型ドローン第2弾「MetaBird（メタバード）」の先行販売を国内クラウドファンディングサービス「GREEN FUNDING」にて2021年7月2日に開始した[408]。
- オーシャングライダー - 人工エラ燃料電池システムにより海中でエネルギー源となる酸素を得て、リチウムイオン電池より低コストで長時間の稼働を可能にしたシステム[409]。
- フグ型ソフトロボット（PufferFace Robot、PFR） - フグに着想を得た振動駆動型のソフトロボット。石油・ガス配管、化学プラント、上下水道管などの複雑で狭隘な小口径の配管における点検作業を目的とした点検ロボットで、膨らむ外皮により配管の直径の変化に柔軟に対応して進む[410]。

#### 動物の代替
盲導犬や番犬、軍馬、駄獣、合鴨農法など生物を利用していた分野においては、育成や維持にコストがかかることからロボットで代替する研究が行われている。
- 盲導犬ロボット[17]
- ヤギ型四足歩行ロボット「RHP Bex」（川崎重工業製） - 100kg以上の重量物も運べる。歩行モードのほか、車輪移動モードで地形の状況に応じて移動可能[411]。
- ロボット番犬 - （英国）ジャガーランドローバー（JLR）のEV製造・テスト施設に採用された「ROVER（ローバー）」という四足歩行の犬型ロボット[412]。
- ロボット犬[413] - AIを搭載した四足歩行型の新型兵器（詳細不明）。
- 動物型ロボット兵器 - 防衛省防衛研究所の増田雅之・中国研究室長は「中国は軍民融合で無人機やAI技術を発展させ、米国より進んでいるとの分析もある」と話した[414]。
- 水田用自動抑草ロボット「アイガモロボ」 - 農研機構、有機米デザイン株式会社（現「NEWGREEN」）、東京農工大学、井関農機株式会社が共同で開発し、実証試験を全国36ヵ所で行った[319]。仕組みはロボットが水田を縦横無尽に走り回り水を濁らせることで、雑草の光合成が妨げられ生育を抑制させるというもの。改良型の「アイガモロボ2」が2025年3月に発売となる[415]。

### 家庭用ロボット、個人用ロボット
古くはリモートコントロールや簡単なマイクロコンピュータで制御された物が、博覧会や展示施設で訪れた者の目を楽しませていたが、近年では家庭で使われるロボットも増えている。
2022年時点で一番普及率が高くなっているのは、掃除用ロボットである。家事の中でも比較的「好きでない」「やりたくない」ものである掃除を自動化できるので購入の動機が強く、普及が進んだ。最初は、単純に壁にぶつかってから方向を変更して動き回る装置だったが、やがて高級機種では上部にカメラを備えて天井の形から部屋のマッピング（地図作成）を行うものまで登場した。曜日・日時などを設定しておけば、勤務や授業で自宅にいない時に自動的に掃除して充電ステーションに戻るを繰り返す。
米ビタクラフト社のRFIQ自動調理システムは「世界初の調理ロボット」といわれた。

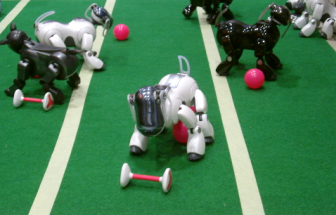
AIBO

ソニーのAIBOはエンターテイメントロボットという分野を開拓し、シリーズ化し、大人気となった。さまざまな意味でかなり「生物的」になっているので、人々はロボットとしてというより最初から「ペット」として購入する傾向が強まっている。Youtubeなどでもアメリカ人YoutuberたちがERS-1000をすっかりペットとして扱っている様子が多数投稿されている。
家庭用ロボットは、人間とコミュニケーションを取ったり、自由に動き回って目を和ませたり、更には「ロボットの居る生活」という「近未来的な暮らしをしたい」というニーズに応えている。これらは主に、ペットという性格付けが強いことから、動物型の物が多く市場投入される傾向にある。ただし、感情移入のしやすい動物や人の姿などをしていなくても、ロボットをかわいがる人々はおり、中には掃除用ロボットが「かわいい」「健気」と愛着や感情移入している人々もいる。
介護ロボットの需要も高まっている。「高齢化社会、人手不足」が進展する日本では、介護者の不足も問題になっており、ロボットは有力な解決策のひとつになっている。ベッドから抱き上げて車椅子に乗せる作業や、入浴の介護などの重労働に需要がある。また食事の介護をしたり、高齢者に話しかけたり高齢者が話せば反応して会話するコミュニケーション機能も求められている。
2021年には、トヨタから家事を多種類行うロボットが公開された。
富裕層の広い邸宅などでは、人が不在の時に住宅内を巡回し、不審な状況があればネット経由で外にいる主人に連絡したり、自動的に警察に通報してくれるホームセキュリティロボット（留守番ロボット、警備ロボット）の需要も一定程度ある。

### 競技・興行用
迷路探索から格闘まで様々な競技が行われている。黎明期には技術の実証など研究的側面が強く、DARPAグランド・チャレンジのように公的機関が資金を拠出する競技も多かったが、現代では見た目のインパクトを重視した興行型や純粋に成績を競うスポーツ型の競技も行われ、相撲ロボットのようなルールに特化したロボットが多数開発されている。将棋に特化した将棋代指しロボット（デンソー製、『新電王手さん』）もある。
多くは無人機によるものだが、2017年には有人機同士による格闘がイベントとして行われた。
LAND WALKERは、すり足のため擬似的なものではあるが、人が乗り込んで操縦する二足歩行ロボットである。
前出のASIMOは、宣伝のためにイベント会場にレンタルされている。
2023年には受注生産であるが、継続して販売される製品として全高4mの搭乗型ロボットの販売が開始された。

### 研究用
動物の動作を制御する仕組みを理解するにあたって、脳や脊髄の動的な相互作用を記録することは困難なため、神経科学の研究道具として動物の動作を模したロボットを作り、理解に役立てることがある。
人間に対する反応を調査する心理学の実験において、人間が演じる役を人型ロボットに置き換える例がある。人間にある態度や演技力の揺らぎによるノイズが無いため有用とされる。

### 警備
治安活動やそれに付随する危険物処理などでは、人手不足を減らすための導入や、様々な活動の機械化が進められている。中でも交通違反の取り締まり、証拠収集、顔認識による犯罪者の特定、さらに爆弾やテーザー銃などで武装化させて法執行活動に採用する国もあり、2016年に中国では非人型の、2017年にはアラブ首長国連邦のドバイでは人型のロボットの警察への配備が報じられた。

### 兵器
軍事活動やそれに付随する危険物処理などでは、人的被害（→戦死）を減らすための導入や、様々な活動の機械化が進められている。米国では偵察や輸送など不意な接触にともない戦闘に巻き込まれやすい分野で、日本では地雷処理など戦後処理の分野での開発が進められている。将来的には高度な人工知能により人間の介在無しに敵味方を識別し攻撃を行う殺人ロボット兵器『自律型致死兵器システム（LAWS）』の登場が予想され、2017年11月から国際連合でLAWSの規制を議論する公式専門家会議が特定通常兵器使用禁止制限条約の枠組みで行われている。

### 特殊環境用

#### 原子力事故
日本で2011年に福島第一原子力発電所事故が発生してからは、原子力事故下の発電所内で作業をしてくれるロボットの必要性が非常に高まっている。
過去にも日本国内で原発ロボットの開発や研究が進められていたが、原発事故に対応できるロボットの実用化には至らなかった。
アメリカ空軍は開発中だった原子力飛行機の墜落に備え「ビートル」を試作、原子力飛行機の計画が中止された後は放射性物質を含む瓦礫の除去に用途変更された。

#### 宇宙空間
宇宙開発では、周囲の状況をセンサで感じ取り自律的に判断して行動するロボットの重要性は高まっている。たとえば火星探査では、地球-火星間で通信をしようとしても信号がたった1往復するのにも5分〜20分もかかってしまい、人間が地球から操縦するラジコン方式ではまともな操縦はできないので、自己判断能力をそなえた無人探査機の開発が求められ、無人火星探査車マーズ・エクスプロレーション・ローバーが開発された。これはあらかじめ装置にどこのエリアを探査すべきなのか命令を与えると、そのエリアへ移動する途中は装置自体が各種センサやカメラを駆使して周囲の状況を理解し、岩や穴などを避け、適切な経路を選ぶ。
日本では、自国製ロケットの運搬能力が（生命維持装置を含めた）人間を軌道上に打ち上げるのが難しいこともあり、国際宇宙ステーション（ISS）への物資輸送においては、自動的に軌道修正などを行えるロボット宇宙船（無人のスペースシャトル）の構想が、国内での宇宙開発における主要方針となっている。他にも国際宇宙ステーションからの緊急脱出機材として一時アメリカで開発が進められていた乗員帰還機(CRV)のX-38（Xプレーンシリーズ）は国際宇宙ステーションからパイロット無しで脱出・地球への帰還ができるよう、完全自動化する構想であった。開発中止になったが、一種のロボット宇宙船といえる。

#### 水中探査
未踏破領域である深海探査には、多くの国が乗り出している。日本には、最大潜航深度7000メートルで世界一の無人潜水船「かいこう7000」が開発されている。また、小型で安価な大量のロボット潜水艦を投入しようという計画もあり、海洋資源開発に期待が持たれている。
深海対応型を含め、水中探査ロボットの研究・開発は多くの企業や研究者が取り組んでおり、東日本大震災時は、東工大などが開発した「Anchor Diver 3」、三井造船の「RTV」、米Seamor Marine「seamor-ROV」、米SeaBotix「SARbot」などが遺体や瓦礫の捜索、地形の調査などのために使われた。

#### 火山探査
千葉工業大学，東北大学，筑波大学，岡山大学，情報通信研究機構（NICT），産業技術総合研究所（AIST）が火山探査を目的にクローラ型移動ロボット「Kenaf」を開発している。

#### 人命救助
危険な場所に、人間に代わって導入するロボットをレスキューロボットという。既述の地雷除去ロボットや、災害などにおける被災者の救護活動を担うロボットなどがある。
レスキューロボットは地震や噴火・津波などによる被災地に投入して、いち早く被災者を発見・保護することで、救命率の向上と二次災害による被害を防ぐことを目的とする。これらのロボットは、センサーや移動能力を持ち倒壊建物に取り残された被災者の発見に役立てるほか、「テムザック」の「援竜シリーズ」(英語版)のように従来からある建設機械を改造し、二本のアームを備えたロボットとしたものも登場し、瓦礫撤去を効率よくこなすことが期待される。
火災の場合では、特に危険なコンビナート火災の現場など消防隊が突入できない箇所にも進入できる放水銃を備えた無人走行放水車や、危険のともなう火災現場に突入して状況を調べるための偵察ロボット、水中を捜索する水中検索装置・マニピュレーターを備え、要救助者を回収する救出ロボットが、東京消防庁に配備されている。これらはリモートコントロール式の装置であるが、危険個所の消防と被災者の救出に威力を発揮することが期待される。また、2019年には総務省消防庁が市原市消防局に消防ロボットシステム「スクラムフォース」を無償貸与した。
2011年3月11日東北地方太平洋沖地震による東日本大震災や福島第一原発事故後には、ロボットを使った人命救助や、原子力災害ロボットの役割の重要性が改めて認識され、研究開発が行われている、多くの研究者や企業が原発災害用ロボットの開発に力を入れている。
瓦礫の隙間に入り被災者を探索するロボットの開発も行われているが、昆虫サイズの場合はロボットよりも実際の昆虫をサイボーグ化し遠隔制御した方が省エネルギーとされる。

## AIとの融合
近年、ロボット工学における人工知能（AI）の導入は急拡大している。
2025年現在、ロボットの定義は物理的機械を超え、AIによる自律的タスク遂行システムを含むよう拡大している。AIアシスタント（例：Grok 3）や自動運転車の制御技術、知能化技術、認識・コミュニケーション技術（例：Waymo One）などは、従来のロボットと異なり物理的実体が限定されるが、環境認識や意思決定の自律性でロボットとみなされうる。これらは、センサーやアクチュエーターを備えた物理的ロボット（例：Atlas、PackBot）のAI技術と融合し、産業、サービス、特殊環境での応用を広げている。例えば、（米）ボストン・ダイナミクス社のSpotはAIによる自律探査を強化し、災害現場で活用されている。AIとの融合は、ロボット技術の新たなフロンティアとして、労働力不足や高齢化社会への対応を加速している。

## 基礎研究の重要性
基礎研究は、即時の実用化を目的とせず、技術の基盤を構築する研究であり、予期せぬ応用（スピンアウト）を通じて社会課題を解決したり、新たな課題に対して研究開発が進む事例が多い。ロボット工学やAIの基礎研究は、災害対応や産業革新において、本来の目的外で重要な役割を果たしてきた。

### 災害対応でのロボット活用
- 1986年のチェルノブイリ原子力発電所事故では、放射能汚染された瓦礫撤去や調査のため、軍事用や産業用のロボットが転用された。ソ連はリモート制御の無人車両やドローンを投入したが、高放射線下での故障が課題となった[444][445]。これが契機となり、過酷環境対応ロボットの基礎研究が加速した。
- 1995年の阪神・淡路大震災や地下鉄サリン事件を契機として、大学の研究者を中心にレスキューロボット開発が進められてきた。2001年のアメリカ同時多発テロ事件の現場では、もともと軍用であった遠隔操作ロボットを使って遺体を発見する成果を挙げた[446][447]。
- 2011年の東日本大震災、福島第一原子力発電所事故において、津波による壊滅的被害を受けた原子炉建屋内で、瓦礫撤去や放射線調査に投入された「原発対応版Quince」は、もともと原発事故を想定していなかったため、線量計などを追加した機体が開発された[448]。

### エンタメ分野からのスピンアウト
- アマゾンロボティクスの倉庫ロボットは、ロボカップ（自律型ロボット競技）の基礎研究から派生した。ロボカップで培われたマルチエージェント協調や自律ナビゲーションの技術は、Kiva Systems（現アマゾンロボティクス）の搬送ロボットに転用され、2024年時点で75万台以上が倉庫で運用されている[449][450]。ロボカップの研究者（例：Peter Stone）は、協調アルゴリズムの基盤を築き、産業効率化に貢献した。
- タカラトミーの月面ロボット「SORA-Q」は、おもちゃの変形技術（例：トランスフォーマー）からスピンアウトした。JAXA、ソニー、同志社大学と共同開発され、2024年1月のSLIMミッションで日本初の月面着陸を支援。直径8cm、250gの超小型ロボットは、玩具設計の軽量・変形技術を活用し、月面で撮影任務を遂行した[451]。この技術は、玩具開発の基礎研究が宇宙探査に応用された代表例である。

### AI基礎研究のスピンアウト
AIの基礎研究は、深層学習や確率ロボティクスの進展を通じて、新たな応用を生んでいる。
- Sebastian Thrunの確率ロボティクスは、2005年のDARPAグランドチャレンジでの自動運転車「Stanley」の成功を支え、Waymo One（2025年、複数都市商用化）の基礎となった[68][69]。
- Brian GerkeyのRobot Operating System（ROS）は、ソフトウェアロボットの基盤を提供し、自動運転や災害対応AIを加速[452]。
- Cynthia Breazealのソーシャルロボティクスは、対話型生成AI（例：Grok 3）の基礎となり、災害時の情報提供に応用されている[453]。
- Googleの「RT-X」（Robotics Transformer-X、2023年10月）は、34機関の140万エピソードデータセットを活用し、汎用ロボットの学習を可能にした。産総研との連携で、災害対応や物流に応用されている[454][455]。

- Covariant社の「RFM-1」（2024年）は、大規模言語モデルをロボット制御に応用し、倉庫作業を自動化した[456][457]。

### 基礎研究の価値
チェルノブイリや福島では、軍事・海洋ロボットが災害対応に転用され、アマゾンロボティクスやSORA-Qは競技・玩具技術が産業・宇宙に応用された。AI基礎研究は、自動運転や災害対応AIを通じて社会課題を解決している。Peter Stone、Sebastian Thrun、Brian Gerkey、Cynthia Breazealらの貢献は、協調アルゴリズム、ROS、確率ロボティクスなどの基盤技術を通じて、短期的な利益を超えた長期的な価値を生んでいる。

## 広義のロボット代表例
2025年現在、ロボット技術はAIとの統合が進み、ヒューマノイドロボット（例：Optimus）の産業用途、自動運転車（例：Waymo）、生成AI、AIアシスタント（例：Grok 3）のサービス用途への拡大が顕著である。災害対応や医療分野でもAI強化ロボット（例：Spot、da Vinci サージカルシステム）が進化。労働力不足や高齢化に対応し、持続可能な社会への貢献が期待される。
これらを踏まえたAI技術や自動運転車、次世代モビリティを含む広義のロボットの代表例を以下にまとめる。
| 分類                                     | 分類 | 分類 | 代表例 | 概要 |
| ---------------------------------------- | --- | --- | --- | --- |
| 産業用                                   | 製造業（溶接、塗装・組立・搬送用など）                                                                       | 製造業（溶接、塗装・組立・搬送用など）                                                                       | Unimate（ジョージ・デボル）、 Digit（アジリティ・ロボティクス社）                                                             | 工場での製造・物流を自動化（人の代替）。より小型で軽量、安全性の高い協働ロボットが開発され、従来ロボットの導入が難しかった3品産業への導入も進む。               |
| 産業用                                   | 3品産業（食品、化粧品、医薬品製造用）                                                                        | | Unimate（ジョージ・デボル）、 Digit（アジリティ・ロボティクス社）                                                             | 工場での製造・物流を自動化（人の代替）。より小型で軽量、安全性の高い協働ロボットが開発され、従来ロボットの導入が難しかった3品産業への導入も進む。               |
| サービス用                               | ヒューマノイド＋AI技術                                                                                       | ヒューマノイド＋AI技術                                                                                       | Nao（アルデバランロボティクス社）、 ATLAS（ボストン・ダイナミクス社）、 Optimus（テスラ社）                                   | 人間型で、研究・エンタメ・産業用途にも使用。 |
| サービス用                               | 自動運転車＋AI技術                                                                                           | 自動運転車＋AI技術                                                                                           | 自動運転タクシーサービス（Waymo One）、自動運転に特化したAI技術（Waymo Driver）                                               | 2025年4月、東京都心でテスト走行を開始。 |
| サービス用                               | 家庭・エンタメ・業務用 └掃除、調理、留守番、子守、接客、警備、配膳、物流、建設、農業用、搾乳、パワードスーツ | 家庭・エンタメ・業務用 └掃除、調理、留守番、子守、接客、警備、配膳、物流、建設、農業用、搾乳、パワードスーツ | ルンバ（アイロボット社）、pepper（ソフトバンクロボティクス社）、BellaBot（プードゥ・ロボティクス社）、HAL（サイバーダイン社） | 清掃や力仕事など、日常の生活・業務を支援。 電動車椅子、シニアカーなどのパーソナルモビリティ、空飛ぶクルマや多脚モビリティなどの次世代モビリティとの融合も視野。 |
| サービス用                               | 医療用 | 医療用 | da Vinci サージカルシステム （インテュイティヴ・サージカル社）                                                                | 手術やリハビリを支援。 |
| サービス用                               | 特殊環境用                                                                                                   | 軍事用 | MQ-1 Predator（GA-ASI社）、 MQ-9 Reaper（GA-ASI社）                                                                           | 偵察や攻撃用の無人ドローン。 |
| サービス用                               | 特殊環境用                                                                                                   | 探査用 | かいこう7000（JAMSTEC）、SORA-Q （JAXA）、PackBot（アイロボット社）、スクラムフォース（総務省消防庁）                         | 深海、宇宙、災害現場など極限環境で運用（危険な作業の代行）。軍事用途へも応用。                                                                                  |
| サービス用                               | 特殊環境用                                                                                                   | 宇宙用 | かいこう7000（JAMSTEC）、SORA-Q （JAXA）、PackBot（アイロボット社）、スクラムフォース（総務省消防庁）                         | 深海、宇宙、災害現場など極限環境で運用（危険な作業の代行）。軍事用途へも応用。                                                                                  |
| サービス用                               | 特殊環境用                                                                                                   | 救助用 | かいこう7000（JAMSTEC）、SORA-Q （JAXA）、PackBot（アイロボット社）、スクラムフォース（総務省消防庁）                         | 深海、宇宙、災害現場など極限環境で運用（危険な作業の代行）。軍事用途へも応用。                                                                                  |
| 知能化技術 └AI技術、生成AI、自律移動制御 | 知能化技術 └AI技術、生成AI、自律移動制御                                                                     | 深層学習 | Transformer（Google）、Midjourney、Siri（Apple社）、Alexa（Amazon社）、ChatGPT（OpenAI社）、Grok 3（xAI社）                   | パーソナルユースに加え、物理的ロボットへの応用、融合が進む。 |
| 知能化技術 └AI技術、生成AI、自律移動制御 | 知能化技術 └AI技術、生成AI、自律移動制御                                                                     | LLM | Transformer（Google）、Midjourney、Siri（Apple社）、Alexa（Amazon社）、ChatGPT（OpenAI社）、Grok 3（xAI社）                   | パーソナルユースに加え、物理的ロボットへの応用、融合が進む。 |
| 知能化技術 └AI技術、生成AI、自律移動制御 | 知能化技術 └AI技術、生成AI、自律移動制御                                                                     | SLAM | Transformer（Google）、Midjourney、Siri（Apple社）、Alexa（Amazon社）、ChatGPT（OpenAI社）、Grok 3（xAI社）                   | パーソナルユースに加え、物理的ロボットへの応用、融合が進む。 |

## 実在のロボット
実在するもののうち、産業用途への導入が進むヒューマノイド型を中心に、宇宙用無人ローバーや産業用ロボットアーム、装着・搭乗して使用するパワードスーツなど、いわゆるロボットと呼ばれるもの全般を扱う。
| No. | 発表時期 | 名称                                | 開発者・販売元・導入先など                                             | サービス用 | 家庭用 | 特殊環境用 (軍事/探査/宇宙/救助) | 産業用 |
| --- | -------- | ----------------------------------- | ---------------------------------------------------------------------- | ---------- | ------ | -------------------------------- | ------ |
| 1   | 2025     | 4NE-1                               | （独）Neura Robotics（ニューラロボティクス）社                         | ○          |        |                                  |        |
| 2   | 1999     | AIBO                                | ソニー、ロボカップ                                                     | ○          | ○      |                                  |        |
| 3   | 2021     | Ameca（アメカ）                     | （英）Engineered Arts社                                                | ○          |        |                                  |        |
| 4   | 2023     | Apollo（アポロ）                    | （米）Apptronik（アプトロニック）社、（独）メルセデス・ベンツ          |            |        |                                  | ○      |
| 5   | 2000     | ASIMO                               | 本田技研工業                                                           | ○          | ○      |                                  |        |
| 6   | 2021     | Astro（アストロ）                   | （米）アマゾン                                                         | ○          | ○      |                                  |        |
| 7   | 2013     | ATLAS                               | （米）ボストン・ダイナミクス社                                         | ○          |        | ○                                |        |
| 8   | 2012     | Baxter（バクスター）                | （米）リシンク・ロボティクス社                                         |            |        |                                  | ○      |
| 9   | 1961     | Beetle（ビートル）                  | （米）GE（ゼネラルエレクトリック）                                     | ○          |        | ○                                |        |
| 10  | 2015     | CommU（コミュー）                   | ヴイストン社、大阪大学石黒研究室                                       | ○          |        |                                  |        |
| 11  | 1999     | da Vinci サージカルシステム         | （米）インテュイティヴ・サージカル社                                   | ○          |        |                                  |        |
| 12  | 2018     | Digit                               | （米）Agility Robotics（アジリティ・ロボティクス）社、アマゾン         | ○          |        |                                  | ○      |
| 13  | 2005     | EMIEW（エミュー）                   | 日立製作所                                                             | ○          |        |                                  |        |
| 14  | 2015     | EVE（イヴ）                         | （ノルウェー）1X Technologies社                                        | ○          |        |                                  | ○      |
| 15  | 2016     | FEDOR（ヒョードル）                 | （露）Android Technics、高等研究財団                                   | ○          |        | ○                                |        |
| 16  | 2022     | Figure                              | （米）Figure AI社                                                      |            |        |                                  | ○      |
| 17  | 2024     | Figure 02                           | （米）Figure AI社、（独）BMW                                           |            |        |                                  | ○      |
| 18  | 2025     | Figure 03                           | （米）Figure AI社                                                      |            |        |                                  | ○      |
| 19  | 2004     | HAL                                 | サイバーダイン社                                                       | ○          |        |                                  |        |
| 20  | 2001     | HOAP-1                              | 富士通オートメーション                                                 | ○          | ○      |                                  |        |
| 21  | 2003     | HRP-2                               | 産業技術総合研究所（AIST）                                             | ○          |        |                                  |        |
| 22  | 2009     | HRP-4C                              | 産業技術総合研究所（AIST）                                             | ○          |        |                                  |        |
| 23  | 2018     | HRP-5P                              | 産業技術総合研究所（AIST）                                             | ○          |        |                                  |        |
| 24  | 2004     | i-foot（アイフット）                | トヨタ自動車                                                           | ○          |        |                                  |        |
| 25  | 2024     | iRonCub3                            | （伊）技術研究所                                                       | ○          |        | ○                                |        |
| 26  | 2017     | Kaleido（カレイド）                 | 川崎重工業                                                             |            |        |                                  | ○      |
| 27  | 2008     | Kenaf（ケナフ）                     | 千葉工業大学など                                                       | ○          |        | ○                                |        |
| 28  | 2005     | KHR-1                               | 近藤科学                                                               | ○          | ○      |                                  |        |
| 29  | 2005     | LAND WALKER                         | 榊原機械                                                               | ○          |        |                                  |        |
| 30  | 2018     | LOVOT（らぼっと）                   | GROOVE X社                                                             | ○          | ○      |                                  |        |
| 31  | 2025     | Mech                                | （米）Dexterity社                                                      |            |        |                                  | ○      |
| 32  | 2015     | MOTOBOT（モトボット）               | ヤマハ発動機                                                           | ○          |        |                                  |        |
| 33  | 2011     | Nao（ナオ）                         | （仏）Aldebaran Robotics（アルデバランロボティクス）社、ロボカップ     | ○          |        |                                  |        |
| 34  | 2024     | NEO Beta                            | （ノルウェー）1X Technologies社                                        | ○          | ○      |                                  |        |
| 35  | 2025     | NEO Gamma                           | （ノルウェー）1X Technologies社                                        | ○          | ○      |                                  |        |
| 36  | 2015     | OHaNAS（オハナス）                  | NTTドコモ、タカラトミー                                                | ○          | ○      |                                  |        |
| 37  | 2022     | Optimus（オプティマス）             | （米）テスラ社                                                         | ○          |        |                                  | ○      |
| 38  | 2001     | PackBot（パックボット）             | （米）iRobot Corporation                                               | ○          |        | ○                                |        |
| 39  | 2010     | PALRO（パルロ）                     | 富士ソフト                                                             | ○          |        |                                  |        |
| 40  | 2014     | pepper（ペッパー）                  | ソフトバンクロボティクス                                               | ○          |        |                                  |        |
| 41  | 2024     | Phoenix GEN7（フェニックス）        | （加）Sanctuary AI社                                                   |            |        |                                  | ○      |
| 42  | 2006     | PLEN（プレン）                      | 株式会社システクアカザワ                                               | ○          |        |                                  |        |
| 43  | 2017     | Qoobo（クーボ）                     | ユカイ工学                                                             | ○          | ○      |                                  |        |
| 44  | 2000     | QRIO（キュリオ）                    | ソニー                                                                 | ○          |        |                                  |        |
| 45  | 2009     | Quince（クインス）                  | 千葉工業大学など                                                       | ○          |        | ○                                |        |
| 46  | 2016     | RoBoHoN（ロボホン）                 | シャープ                                                               | ○          | ○      |                                  |        |
| 47  | 2009     | Romeo（ロミオ、ロメオ）             | （仏）Aldebaran Robotics（アルデバランロボティクス）社                 | ○          |        |                                  |        |
| 48  | 2015     | Sawyer（ソーヤー）                  | （米）リシンク・ロボティクス社                                         | ○          |        |                                  | ○      |
| 49  | 1978     | SCARA（スカラ）                     | 山梨大学（牧野洋）                                                     |            |        |                                  | ○      |
| 50  | 1996     | Sojourner（ソジャーナ、火星探査車） | （米）NASA                                                             | ○          |        | ○                                |        |
| 51  | 2016     | Sophia（ソフィア）                  | （香港）Hanson Robotics（ハンソンロボティクス）社                      | ○          |        |                                  |        |
| 52  | 2022     | SORA-Q（ソラキュー）                | 宇宙航空研究開発機構（JAXA）、タカラトミー、ソニーグループ、同志社大学 | ○          |        | ○                                |        |
| 53  | 2015     | Sota（ソータ）                      | ヴイストン社、日本電信電話、NTTデータ                                  | ○          |        |                                  |        |
| 54  | 2025     | Spaceo M1                           | （印）Muks Robotics社                                                  | ○          |        |                                  |        |
| 55  | 2025     | Spaceo Prime                        | （印）Muks Robotics社                                                  | ○          |        | ○                                |        |
| 56  | 2025     | Spaceo Pro                          | （印）Muks Robotics社                                                  |            |        |                                  | ○      |
| 57  | 2020     | Spot （スポット）                   | （米）ボストン・ダイナミクス社                                         | ○          |        | ○                                |        |
| 58  | 2017     | T-HR3                               | トヨタ自動車                                                           | ○          | ○      | ○                                |        |
| 59  | 1928     | Televox（テレボックス）             | （米）ウェスティングハウス・エレクトリック社                           | ○          | ○      |                                  |        |
| 60  | 2005     | TERA（テラ）                        | タカラ                                                                 | ○          | ○      |                                  |        |
| 61  | 2021     | Tesla Bot                           | （米）テスラ社                                                         | ○          |        |                                  |        |
| 62  | 2007     | TOPIO（トピオ）                     | （越）TOSYロボティクス社                                               | ○          |        |                                  |        |
| 63  | 2007     | TWENDY-ONE                          | 早稲田大学菅野研究室                                                   | ○          |        |                                  |        |
| 64  | 1961     | Unimate（ユニメート）               | （米）GM（ゼネラルモーターズ）                                         |            |        |                                  | ○      |
| 65  | 2023     | Unitree H1                          | （中国）宇樹科技（Unitree Robotics）                                   | ○          |        |                                  |        |
| 66  | 2023     | Unitree G1                          | （中国）宇樹科技（Unitree Robotics）                                   | ○          |        |                                  | ○      |
| 67  | 1973     | WABOT-1（ワボット-1）               | 早稲田大学（加藤一郎）                                                 | ○          |        |                                  |        |
| 68  | 2003     | wakamaru（わかまる）                | 三菱重工業                                                             | ○          | ○      |                                  |        |
| 69  | 2024     | Walker S1                           | （中国）優必選科技（UBTECH Robotics）、極氪（ZEEKR、ジーカー）         |            |        |                                  | ○      |
| 70  | 2023     | アーカックス                        | ツバメインダストリ社                                                   | ○          |        |                                  |        |
| 71  | 2006     | 愛犬てつ                            | イワヤ                                                                 | ○          | ○      |                                  |        |
| 72  | 2017     | アオイエリカ                        | 日本テレビ                                                             | ○          |        |                                  |        |
| 73  | 2005     | アクトロイド                        | 株式会社ココロ                                                         | ○          |        |                                  |        |
| 74  | 2003     | イフボット                          | ブラザー工業、名古屋工業大学など                                       | ○          | ○      |                                  |        |
| 75  | 2013     | ヴァルキリー                        | （米）NASA                                                             | ○          |        | ○                                |        |
| 76  | 1928     | エリック (ロボット)                 | （英）                                                                 | ○          |        |                                  |        |
| 77  | 1985     | オムニボット                        | トミー                                                                 | ○          | ○      |                                  |        |
| 78  | 2004     | かいこう7000                        | 海洋研究開発機構（JAMSTEC）                                            | ○          |        | ○                                |        |
| 79  | 1928     | 學天則                              | 大阪毎日新聞                                                           | ○          |        |                                  |        |
| 80  | 1981     | カナダアーム                        | （加）Spar Aerospace社                                                 | ○          |        | ○                                |        |
| 81  | 2013     | キロボ                              | トヨタ自動車など                                                       | ○          |        | ○                                |        |
| 82  | 2006     | ジェミノイド                        | 大阪大学石黒研究室                                                     | ○          |        |                                  |        |
| 83  | 2019     | 下北沢レイ                          | オムロンソーシアルソリューションズ株式会社                             | ○          |        |                                  |        |
| 84  | 2017     | スーパーモンスターウルフ            | ウルフ・カムイ社、ＪＡ木更津市                                         | ○          |        | ○                                |        |
| 85  | 2017     | スクラムフォース                    | 総務省消防庁                                                           | ○          |        | ○                                |        |
| 86  | 2000     | 先行者                              | （中国）人民解放軍国防科技大学                                         | ○          |        |                                  |        |
| 87  | 2025     | 天工                                | （中国）北京人型ロボットイノベーションセンター                         | ○          |        |                                  |        |
| 88  | 2004     | パートナーロボット                  | トヨタ自動車                                                           | ○          | ○      |                                  |        |
| 89  | 2005     | パロ（PARO）                        | 産業技術総合研究所（AIST）                                             | ○          | ○      |                                  |        |
| 90  | 2004     | ハローキティロボ                    | ビジネスデザイン研究所（BDL）など                                      | ○          | ○      |                                  |        |
| 91  | 2014     | ハローズーマー                      | タカラトミー                                                           | ○          | ○      |                                  |        |
| 92  | 2005     | ビッグドッグ                        | （米）ボストン・ダイナミクス社                                         | ○          |        | ○                                |        |
| 93  | 1985     | ファミリーコンピュータ ロボット     | 任天堂                                                                 | ○          | ○      |                                  |        |
| 94  | 2019     | マインダー                          | 大阪大学石黒研究室                                                     | ○          |        |                                  |        |
| 95  | 1972     | メカニマル                          | 学習研究社など                                                         | ○          | ○      |                                  |        |
| 96  | 1970     | ルノホート1号（月探査車）           | （ソ連）設計局                                                         | ○          |        | ○                                |        |
| 97  | 2002     | ルンバ                              | （米）iRobot Corporation                                               | ○          | ○      |                                  |        |
| 98  | 2013     | ロビ                                | デアゴスティーニ・ジャパン                                             | ○          | ○      |                                  |        |
| 99  | 2007     | ロビーナ                            | トヨタ自動車                                                           | ○          |        |                                  |        |
| 100 | 2011     | ロボゼロ                            | デアゴスティーニ・ジャパン                                             | ○          | ○      |                                  |        |

- 4NE-1 - （独）Neura Robotics（ニューラロボティクス）社
- AIBO - ソニー、ロボカップ
- Ameca（アメカ） - （英）Engineered Arts社
- Apollo（アポロ） - （米）Apptronik（アプトロニック）社、（独）メルセデス・ベンツ
- ASIMO - 本田技研工業
- Astro（アストロ） - （米）アマゾン
- ATLAS - （米）ボストン・ダイナミクス社
- Baxter（バクスター） - （米）リシンク・ロボティクス社
- Beetle（ビートル） - （米）GE（ゼネラルエレクトリック）
- CommU（コミュー） - ヴイストン社、大阪大学石黒研究室
- da Vinci サージカルシステム - （米）インテュイティヴ・サージカル社
- Digit - （米）Agility Robotics（アジリティ・ロボティクス）社、アマゾン
- EMIEW（エミュー） - 日立製作所
- EVE（イヴ） - （ノルウェー）1X Technologies社
- FEDOR（ヒョードル） - （露）Android Technics社、高等研究財団
- Figure - （米）Figure AI社
- Figure 02 - （米）Figure AI社、（独）BMW
- Figure 03 - （米）Figure AI社
- HAL - サイバーダイン社
- HOAP-1 - 富士通オートメーション
- HRP-2 - 産業技術総合研究所（AIST）
- HRP-4C - 産業技術総合研究所（AIST）
- HRP-5P - 産業技術総合研究所（AIST）
- i-foot（アイフット） - トヨタ自動車
- iRonCub3 - （伊）技術研究所
- Kaleido（カレイド） - 川崎重工業
- Kenaf（ケナフ） - 千葉工業大学など
- KHR-1 - 近藤科学
- LAND WALKER - 榊原機械
- LOVOT（らぼっと） - GROOVE X社
- Mech - （米）Dexterity社
- MOTOBOT（モトボット） - ヤマハ発動機
- Nao（ナオ） - （仏）Aldebaran Robotics（アルデバランロボティクス）社、ロボカップ
- NEO Beta - （ノルウェー）1X Technologies社
- NEO Gamma - （ノルウェー）1X Technologies社
- OHaNAS（オハナス） - NTTドコモ、タカラトミー
- Optimus（オプティマス） - （米）テスラ社
- PackBot（パックボット） - （米）iRobot Corporation
- PALRO（パルロ） - 富士ソフト
- pepper（ペッパー） - ソフトバンクロボティクス
- Phoenix GEN7（フェニックス） - （加）Sanctuary AI社
- PLEN（プレン） - 株式会社システクアカザワ
- Qoobo（クーボ） - ユカイ工学
- QRIO（キュリオ） - ソニー
- Quince（クインス）  - 千葉工業大学など
- RoBoHoN（ロボホン） - シャープ
- Romeo（ロミオ、ロメオ） - （仏）Aldebaran Robotics（アルデバランロボティクス）社
- Sawyer（ソーヤー） - （米）リシンク・ロボティクス社
- SCARA（スカラ） - 山梨大学（牧野洋）
- Sojourner（ソジャーナ、火星探査車） - （米）NASA
- Sophia（ソフィア） - （香港）Hanson Robotics（ハンソンロボティクス）社
- SORA-Q（ソラキュー） - 宇宙航空研究開発機構（JAXA）、タカラトミー、ソニーグループ、同志社大学
- Sota（ソータ） - ヴイストン社、日本電信電話、NTTデータ
- Spaceo M1 - （印）Muks Robotics社
- Spaceo Prime - （印）Muks Robotics社
- Spaceo Pro - （印）Muks Robotics社
- Spot （スポット） - （米）ボストン・ダイナミクス社
- T-HR3 - トヨタ自動車
- Televox（テレボックス） - （米）ウェスティングハウス・エレクトリック社
- TERA（テラ） - タカラ
- Tesla Bot - （米）テスラ社
- TOPIO（トピオ） - （越）TOSYロボティクス社
- TWENDY-ONE - 早稲田大学菅野研究室
- Unimate（ユニメート） - （米）GM（ゼネラルモーターズ）
- Unitree H1 - （中国）宇樹科技（Unitree Robotics）
- Unitree G1 - （中国）宇樹科技（Unitree Robotics）
- WABOT-1（ワボット-1） - 早稲田大学（加藤一郎）
- wakamaru（わかまる） - 三菱重工業
- Walker S1 - （中国）優必選科技（UBTECH Robotics）、極氪（ZEEKR、ジーカー）
- アーカックス - ツバメインダストリ社
- 愛犬てつ - イワヤ
- アオイエリカ - 日本テレビ
- アクトロイド - 株式会社ココロ
- イフボット - ブラザー工業、名古屋工業大学など
- ヴァルキリー - （米）NASA
- エリック (ロボット) - （英）
- オムニボット - トミー
- かいこう7000 - 海洋研究開発機構（JAMSTEC）
- 學天則 - 大阪毎日新聞
- カナダアーム - （加）Spar Aerospace社
- キロボ - トヨタ自動車など
- ジェミノイド - 大阪大学石黒研究室
- 下北沢レイ - オムロンソーシアルソリューションズ株式会社
- スーパーモンスターウルフ - ウルフ・カムイ社、ＪＡ木更津市
- スクラムフォース - 総務省消防庁
- 先行者 - （中国）人民解放軍国防科技大学
- 天工 - （中国）北京人型ロボットイノベーションセンター
- パートナーロボット - トヨタ自動車
- パロ（PARO） - 産業技術総合研究所（AIST）
- ハローキティロボ - ビジネスデザイン研究所（BDL）など
- ハローズーマー - タカラトミー
- ビッグドッグ - （米）ボストン・ダイナミクス社
- ファミリーコンピュータ ロボット - 任天堂
- マインダー - 大阪大学石黒研究室
- メカニマル - 学習研究社など
- ルノホート1号（月探査車） - （ソ連）設計局
- ルンバ - （米）iRobot Corporation
- ロビ - デアゴスティーニ・ジャパン
- ロビーナ - トヨタ自動車
- ロボゼロ - デアゴスティーニ・ジャパン

## ロボットの研究者
当初は機械工学や制御工学など機械系の研究者が多かったが、認知科学などの分野からのアプローチも増えている。
- 浅田稔（大阪大学教授） - ロボカップ創設者の一人。
- 石黒浩（大阪大学教授） - ムーンショット型研究開発制度（2020年度～）目標1-1「誰もが自在に活躍できるアバター共生社会の実現」[497][498]PM（プロジェクトマネージャー）。
- 上田隆一（東京大学博士（工学）） - 確率ロボティクスの代表的研究者の一人。
- 尾形哲也（早稲田大学理工学術院教授、一般社団法人AIロボット協会理事長） - ムーンショット型研究開発制度（2020年度～）目標3-1「一人に一台一生寄り添うスマートロボット」[499][500]（研究開発項目2）「スマートロボットの知能システムの構築」[501]サブPM（プロジェクトマネージャー）。
- 加藤一郎（早稲田大学教授）
- 北野宏明（株式会社ソニーCSL代表取締役社長兼CEO） - ロボカップ創設者の一人。 ムーンショット型研究開発制度（2020年度～）目標1「2050年までに、人が身体、脳、空間、時間の制約から解放された社会を実現」[502]アドバイザー。
- 小林宏（東京理科大学教授）
- 山海嘉之（筑波大学教授） - 革新的研究開発推進プログラム（2014年度～2018年度）プログラム5「重介護ゼロ社会を実現する革新的サイバニックシステム」[503][504]PM（プログラムマネージャー）。戦略的イノベーション創造プログラム第3期（2023年度～2027年度）-11「人協調型ロボティクスの拡大に向けた基盤技術・ルールの整備[505]」PD（プログラムディレクター）。
- 柴田崇徳（産業技術総合研究所主任研究員）
- ジョージ・デボル - 最初の産業用ロボットである「ユニメート」を発明。
- ジョセフ・エンゲルバーガー - ジョージ・デボルと共にユニメーション社を設立し、「産業用ロボットの父」と呼ばれる。
- 菅野重樹（早稲田大学教授） - ムーンショット型研究開発制度（2020年度～）目標3-1「一人に一台一生寄り添うスマートロボット」[499][500]PM（プロジェクトマネージャー）。
- セバスチアン・スラン（スタンフォード大学、カーネギーメロン大学） - 2005年度DARPAグランド・チャレンジで勝利した無人自動車スタンレーの開発者。
- 高西淳夫（早稲田大学教授）
- 高橋智隆 (東京大学特任准教授)
- 田所 諭（東北大学教授） - 革新的研究開発推進プログラム（2014年度～2018年度）プログラム7「タフ・ロボティクス・チャレンジ」[506]PM（プログラムマネージャー）。
- 平井成興（千葉工業大学未来ロボット技術研究センター（fuRo）副所長） - 戦略的先端ロボット要素技術開発プロジェクト[507]（2006年度～2010年度）プロジェクトリーダー。
- 広瀬茂男（東京工業大学教授） - 日本のロボット研究者。ヘビ型ロボットや四足歩行ロボットを中心に、地雷除去ロボット「Gryphon-V」など多くの独創的なロボットやロボット技術を開発している世界的権威。
- 福田敏男（名古屋大学教授） - ムーンショット型研究開発制度（2020年度～）目標3「2050年までに、AIとロボットの共進化により、自ら学習・行動し人と共生するロボットを実現」[508]PD（プログラムディレクター）。
- 藤江正克（早稲田大学教授) - 早稲田大学次世代ロボット研究機構創設者[509]。
- 三浦宏文（工学院大学教授）
- 吉川恒夫（立命館大学教授）
- 吉田和哉（東北大学大学院工学研究科・工学部教授、国際宇宙大学客員教授、ispace取締役CTO兼務） - ムーンショット型研究開発制度（2020年度～）目標3-8「月面探査／拠点構築のための自己再生型AIロボット」[510]PM（プロジェクトマネージャー）。
- 吉田司雄（工学院大学教授）
- 吉藤健太朗 - オリィ研究所所長で、分身ロボット「OriHime」の開発者。ムーンショット型研究開発制度（2020年度～）目標1-3「身体的共創を生み出すサイバネティック・アバター技術と社会基盤の開発[511][512]」＞研究開発項目5「多様性と包摂性を拡大するCA社会の共創的デザイン[513]」にて「CAを通じた障害克服の実践的研究」の課題を推進。

## 過去の国家プロジェクト
- 極限作業ロボットプロジェクト[514][515][516]（1983年度～1992年度） - 管理法人：通商産業省工業技術院
- 人間協調・共存型ロボットシステムプロジェクト（1998年度～2003年度） - 管理法人：通商産業省工業技術院
- 実環境で働く人間型ロボット基盤技術の研究開発（2002年度～2006年度） - 管理法人：国立研究開発法人NEDO
- 大都市大震災軽減化特別プロジェクト（2002年度～2006年度、通称：大大特プロジェクト） - 所轄官庁：文部科学省
- 人間支援型ロボット実用化基盤技術開発プロジェクト（2005年度～2007年度） - 管理法人：国立研究開発法人NEDO
- ユーザ指向ロボットオープンアーキテクチャの開発（2006年度～2008年度） - 管理法人：国立研究開発法人AIST
- 戦略的先端ロボット要素技術開発プロジェクト[507][517]（2006年度～2010年度） - 管理法人：国立研究開発法人NEDO
- 次世代ロボット知能化技術開発プロジェクト[518]（2007年度～2011年度） - 管理法人：国立研究開発法人NEDO
- 生活支援ロボット実用化プロジェクト（2009年度～2013年度） - 管理法人：国立研究開発法人NEDO
- 災害対応無人化システム研究開発プロジェクト[518]（2011年度～2012年度） - 管理法人：国立研究開発法人NEDO
- 環境・医療分野の国際研究開発・実証プロジェクト／ロボット分野の国際研究開発・実証事業[518]（2012年度～2015年度） - 管理法人：国立研究開発法人NEDO
- 災害対応ロボットシステムの研究開発・実証プロジェクト[519]（2014年度～2015年度） - 所轄官庁：経済産業省
- インフラ維持管理・更新等の社会課題対応システム開発プロジェクト[518]（2014年度～2018年度） - 管理法人：国立研究開発法人NEDO
- 次世代人工知能・ロボット中核技術開発[520]（2015年度～2019年度） - 管理法人：国立研究開発法人NEDO
- ロボット活用型市場化適用技術開発プロジェクト[521]（2015年度～2019年度） - 管理法人：国立研究開発法人NEDO
- 林業イノベーション現場実装推進プログラム[522][126]（2019年度～） - 所轄官庁：林野庁
- 革新的ロボット研究開発基盤構築事業[160]（2020年度～2024年度） - 管理法人：国立研究開発法人NEDO